# Đội tuyển bóng đá quốc gia Việt Nam
Đội tuyển bóng đá quốc gia Việt Nam là đội tuyển bóng đá quốc gia đại diện cho Việt Nam thi đấu tại các giải đấu bóng đá quốc tế do Liên đoàn bóng đá Việt Nam (VFF) quản lý.
Bóng đá theo chân người Pháp du nhập vào Việt Nam từ thế kỷ 19. Tuy nhiên, do nhiều xung đột xảy ra trong nước suốt thế kỷ 20, sự phát triển của bóng đá Việt Nam đã bị cản trở đáng kể. Trong khi Việt Nam bị chia thành hai vùng tập kết quân sự ở miền Bắc và miền Nam vào năm 1954, hai đội tuyển quốc gia đã tồn tại và đều được quản lý và điều hành bởi các cơ quan quản lý riêng biệt với Hội Bóng đá Việt Nam ở miền Bắc và Hội Túc cầu giáo ở miền Nam. Sau khi hai miền thống nhất vào năm 1976, Liên đoàn bóng đá Việt Nam được thành lập dựa trên tiền thân của Hội bóng đá Việt Nam.
Kể từ những năm 1990, Việt Nam đã hội nhập trở lại với nền bóng đá thế giới, và môn thể thao này sớm trở thành một phần không thể thiếu của xã hội Việt Nam. Điều này đã làm cho đội tuyển quốc gia trở thành một phần của chủ nghĩa dân tộc tại Việt Nam và nhận được sự ủng hộ trên toàn quốc. Cổ động viên Việt Nam được coi là một trong những cổ động viên cuồng nhiệt, với những màn ăn mừng rầm rộ trước những thành tích của đội, kể cả đội trẻ như U-23, U-22 hay U-19.

## Lịch sử
Sau khi hai miền Nam - Bắc Việt Nam tái thống nhất về mặt nhà nước thành nước Cộng hòa Xã hội chủ nghĩa Việt Nam sau cuộc Tổng tuyển cử năm 1976, thực hiện nguyên tắc kế thừa chính phủ, AFC và FIFA công nhận đội tuyển quốc gia Việt Nam từ năm 1976 thực hiện kế thừa các quyền, nghĩa vụ và thành tích của Đội tuyển Việt Nam Dân chủ Cộng hòa và Đội tuyển Việt Nam Cộng hòa truớc đây. Trận cầu giữa Tổng cục Đường sắt và Cảng Sài Gòn ngày 7 tháng 11 năm 1976 được coi là mốc đánh dấu sự thống nhất chính thức giữa bóng đá miền Nam và miền Bắc.
Mặc dù thể thao Việt Nam chính thức tái tham gia các hoạt động thể thao quốc tế từ Olympic năm 1980 tại Liên Xô, Á vận hội năm 1982 tại Ấn Độ và SEA Games 1989 nhưng đội tuyển bóng đá Việt Nam chỉ chính thức tái hòa nhập bóng đá quốc tế từ kỳ SEA Games năm 1991.
Năm 1989, khi Việt Nam bắt đầu công cuộc cải cách Đổi Mới mang tính cách mạng, một liên đoàn bóng đá mới được thành lập. Sau ba tháng chuẩn bị, tháng 8 năm 1989, Đại hội lần thứ nhất của liên đoàn bóng đá mới đã diễn ra tại Hà Nội, tuyên bố thành lập Liên đoàn bóng đá Việt Nam (VFF). Thứ trưởng Bộ Văn hóa, Thể thao và Du lịch Trịnh Ngọc Chữ được bầu làm chủ tịch VFF.

### Thời kỳ đổi mới và tái phát triển bóng đá Việt Nam (1991–2009)
Đội tuyển Việt Nam tham gia trở lại các giải đấu quốc tế kể từ SEA Games 1991 tại Manila, Philippines. Việt Nam tham dự vòng loại FIFA World Cup lần đầu tiên với tư cách là một quốc gia thống nhất vào chiến dịch World Cup 1994. Đội tuyển quốc gia vào thời điểm đó đã không thành công trong các chiến dịch World Cup khi đều thất bại ở cả hai giải đấu năm 1994 và 1998 với chỉ một chiến thắng.
Ở khu vực Đông Nam Á, sau hai lần bị loại từ vòng bảng, vào năm 1995, chiến thắng trước Myanmar tại bán kết SEA Games được coi là đã tạo ra bước ngoặt lịch sử, thay đổi vị thế bóng đá Việt Nam tại khu vực và được báo chí coi là "dấu mốc", "lịch sử bóng đá Việt Nam sang trang". Từ năm 1996, Việt Nam là thành viên chính thức của AFF. Đội tham gia kỳ Tiger Cup đầu tiên và kết thúc ở vị trí thứ ba, sau đó đăng cai Tiger Cup lần thứ hai vào năm 1998, giải đấu mà họ thua 0-1 trước Singapore trong trận chung kết. Từ năm 2000 đến 2007, Việt Nam đều thất bại trong việc giành ngôi vô địch Đông Nam Á khi để thua ở bán kết hoặc bị loại ở vòng bảng. Cũng vào năm 1996, Việt Nam được báo chí quốc tế chú ý khi đã mời gã khổng lồ Juventus FC của Ý - đội mới giành được chức vô địch UEFA Champions League 1995–96 - sang thi đấu trong một trận giao hữu tại Hà Nội.
Năm 1999, Việt Nam là chủ nhà của Dunhill Cup, một giải đấu giao hữu không chính thức. Vì chỉ là một giải đấu giao hữu không nằm trong lịch FIFA, một số đội tuyển quốc gia đã quyết định cử đội dự bị tham dự. Trong giải đấu này, Việt Nam đã có chiến thắng gây sốc 1-0 trước Nga và thủ hòa Iran 2-2, bên cạnh chiến thắng 1-0 trước Singapore; để đi tiếp với ngôi nhất bảng. Đội tuyển sau đó bị loại ở bán kết sau thất bại 1–4 trước Trung Quốc.
Tại Vòng loại AFC Asian Cup 2004, đội đã tạo ra cú sốc với chiến thắng 1-0 trước đội giành hạng tư FIFA World Cup 2002 Hàn Quốc tại Muscat, trở thành một trong những chiến công vĩ đại nhất của bóng đá Việt Nam kể từ khi thống nhất.
Việt Nam đăng cai AFC Asian Cup 2007 cùng với Indonesia, Malaysia và Thái Lan. Được đánh giá là đội yếu thứ hai tại giải chỉ sau đồng chủ nhà Malaysia, nhưng ở vòng bảng, Việt Nam đã đánh bại Các tiểu Vương quốc Ả Rập Thống nhất 2-0, hòa 1-1 với một đội bóng vùng Vịnh khác là Qatar, trước khi để thua các nhà Đương kim vô địch Nhật Bản 1-4. Với 4 điểm giành được, Việt Nam trở thành đội đồng chủ nhà và là đội Đông Nam Á duy nhất lọt vào tứ kết, nơi đội để thua nhà vô địch năm đó là Iraq với tỷ số 0-2.
Việt Nam cuối cùng đã giành chức vô địch AFF Cup đầu tiên vào năm 2008 sau chiến thắng chung cuộc 3-2 trước Thái Lan, danh hiệu quốc tế đầu tiên của đội kể từ khi tái hội nhập bóng đá toàn cầu, dưới sự dẫn dắt của Henrique Calisto. Cuối năm 2011, Việt Nam tăng 35 bậc, xếp thứ 99, trở lại top 100 FIFA sau bảy năm và dẫn đầu Đông Nam Á lần đầu tiên trên bảng xếp hạng FIFA.

### Thời kỳ suy thoái (2009–2014)
Giai đoạn từ năm 2009 đến 2014 chứng kiến sự đi xuống về thành tích của bóng đá Việt Nam. Đội đã tham dự các chiến dịch vòng loại World Cup 2010, 2014, cùng với vòng loại Asian Cup các năm 2011 và 2015, nhưng đều bị loại sớm. Đội thua chung cuộc 0–6 trước UAE ở vòng loại đầu tiên của World Cup 2010. Tại vòng loại World Cup 2014, Việt Nam chỉ có thể đánh bại Macau ở vòng đầu tiên, trước khi dừng bước trước Qatar ở vòng thứ hai. Ở vòng loại Asian Cup 2011, đội chơi không tồi khi xếp trên đội cuối bảng Liban, dù xếp sau Syria và Trung Quốc. Còn ở vòng loại Asian Cup 2015, Việt Nam thua 5 trong tổng cộng 6 trận và xếp cuối trong bảng đấu gồm UAE, Uzbekistan và Hồng Kông.
Cùng với thành tích kém cỏi ở vòng loại châu lục và thế giới, Việt Nam đã sa sút ở giải đấu khu vực. Đội đã thua Malaysia, đội sau đó trở thành nhà vô địch, trong trận bán kết AFF Cup 2010. Việt Nam thậm chí còn bị loại ở vòng bảng tại kỳ AFF Cup tiếp theo vào năm 2012 khi chỉ có được trận hòa trước Myanmar, còn lại thua Thái Lan và Philippines. Đây là thành tích kém nhất của đội ở một kỳ AFF Cup.

### Thời kỳ tái thiết (2014–2017)
Đội tuyển Việt Nam bắt đầu chứng kiến những thay đổi đáng kể dưới thời huấn luyện viên người Nhật Bản Toshiya Miura, người dẫn dắt đội tuyển từ năm 2014 đến năm 2016. Đội thi đấu khá tốt ở AFF Cup 2014 khi vượt qua vòng bảng với ngôi đầu, nhưng đã không thể tiến vào trận chung kết khi thua Malaysia sau hai lượt trận bán kết với tổng tỷ số 4–5, trong đó có trận thua sốc 2–4 ngay tại sân nhà ở lượt về, mặc dù trước đó đã thắng 2–1 trên sân khách ở lượt đi.
Tại vòng loại World Cup 2018, Việt Nam chung bảng với Thái Lan, Indonesia, Đài Bắc Trung Hoa và Iraq (Indonesia sau đó đã bị FIFA cấm tham dự). Đội tuyển dưới sự dẫn dắt của HLV Miura đã có trận hòa đáng tiếc 1-1 trước Iraq trên sân nhà trong thế dẫn trước đến phút bù giờ cuối cùng. Nhưng các trận thua đáng thất vọng trước đối thủ kình địch Thái Lan, bao gồm trận thua 0–1 trên sân khách và 0–3 trên sân nhà đã khiến đội bóng bị chỉ trích nặng nề. Bất chấp những đóng góp trong nỗ lực tái thiết đội tuyển, Miura đã bị VFF sa thải sau khi đội U-23 Việt Nam bị loại ngay từ vòng bảng U-23 châu Á 2016 với ba trận toàn thua. Niềm hy vọng tái thiết lúc này được đặt vào huấn luyện viên nội Nguyễn Hữu Thắng.
Dưới sự dẫn dắt của Nguyễn Hữu Thắng, đội tuyển Việt Nam một lần nữa lọt vào đến bán kết AFF Cup 2016 sau thành tích toàn thắng ở vòng bảng, nhưng đã phải chịu thất bại trước Indonesia với tổng tỷ số 3–4 sau hai lượt trận. Tháng 8 năm 2017, việc đội U-22 bị loại ngay sau vòng bảng SEA Games 2017 dù được giới truyền thông và người hâm mộ kỳ vọng rất nhiều đã khiến HLV Nguyễn Hữu Thắng phải từ chức.
Thất bại của lứa U-22 ở SEA Games năm đó, dù chỉ là ở cấp độ trẻ, đã khiến cả nền bóng đá Việt Nam trở nên rối ren khi hầu hết người hâm mộ  mất hết niềm tin để cổ vũ cho các cấp đội tuyển. Do nhiều cầu thủ U-22 khi ấy cũng là trụ cột của ĐTQG, thất bại ở SEA Games đã ảnh hưởng nghiêm trọng đến tinh thần toàn đội. Giữa lúc đó, huấn luyện viên tạm quyền Mai Đức Chung được bổ nhiệm dẫn dắt đội tuyển Việt Nam trong hai trận đấu quan trọng ở Vòng loại thứ ba của Asian Cup 2019 với đội láng giềng Campuchia, và đã phân nào vực dậy tinh thần của cả đội khi vượt qua đối thủ này qua hai lượt trận (thắng 2–1 trên sân khách và 5–0 trên sân nhà).

### "Thế hệ vàng" với Park Hang-seo (2017–2023)
Park Hang-seo, cựu trợ lý của Guus Hiddink tại FIFA World Cup 2002, được bổ nhiệm làm huấn luyện viên mới của Việt Nam vào ngày 11 tháng 10 năm 2017 sau nỗ lực đàm phán không thành với Sekizuka Takashi; trước đó VFF cũng đã cố gắng liên lạc với HLV người Mỹ Steve Sampson nhưng không có kết quả. Khi mới đến Việt Nam, Park Hang-seo đã bị người Việt Nam chào đón bằng sự hoài nghi, vì ông đang có sự nghiệp khá lận đận ở giải hạng Ba Hàn Quốc.
Trận đấu đầu tiên của ông Park dưới chức danh huấn luyện viên đội tuyển Việt Nam là ở vòng loại Asian Cup 2019, khi Việt Nam cầm hòa Afghanistan không bàn thắng trên sân nhà vào ngày 14 tháng 11 năm 2017, qua đó giúp đội vượt qua Vòng loại AFC Asian Cup 2019 để có lần đầu tiên tham dự giải đấu kể từ năm 2007. Bất chấp điều đó, ông Park đã bị dư luận chỉ trích vì màn trình diễn kém thuyết phục của toàn đội, dù mới nắm đội được một tuần. Tuy nhiên, thái độ của người hâm mộ thay đổi nhanh chóng sau những kỳ tích vô tiền khoáng hậu của đội tuyển U-23 Việt Nam do chính ông dẫn dắt khi đội lần lượt giành ngôi Á quân giải U-23 châu Á và sau đó đạt vị trí hạng tư Asiad 2018. Cùng với nòng cốt là các cầu thủ U-23 vừa gây tiếng vang ở các giải trẻ châu lục, Park Hang-seo cuối cùng đã đưa đội tuyển Việt Nam đến vinh quang với chức vô địch AFF Cup 2018 sau chiến thắng chung cuộc 3-2 trước Malaysia ở chung kết, giúp Việt Nam có lần thứ hai đăng quang giải đấu lớn nhất khu vực sau 10 năm chờ đợi. Tuy nhiên, đội đã thất bại trước kình địch Thái Lan trong cả hai kỳ AFF Cup sau đó, lần lượt ở bán kết và chung kết.
Việt Nam tham dự AFC Asian Cup 2019 với đội hình trẻ nhất giải; phần lớn gồm những cầu thủ thuộc lứa U-23 vừa vô địch AFF Cup trước đó. Được xếp vào bảng D cùng Iran, Iraq và Yemen, Việt Nam đã thua Iraq 2-3 và Iran 0-2, thắng Yemen 2-0 và đứng thứ ba bảng D, lọt vào Vòng 1/8 với tư cách là một trong 4 đội thứ 3 có thành tích tốt nhất. Sau đó, đội tuyển đã bất ngờ đánh bại đội nhất bảng A là Jordan trong loạt sút luân lưu sau khi hòa 1-1 trong thời gian thi đấu chính thức, qua đó có lần thứ hai lọt vào tứ kết Asian Cup. Trong trận tứ kết, Việt Nam gặp Nhật Bản và chỉ để thua với tỷ số sát nút 0-1. Những kết quả tích cực này giúp bóng đá Việt Nam bứt phá trên bảng xếp hạng FIFA, khi đội lọt vào top 100 và duy trì được vị trí này xuyên suốt triều đại của ông Park.
Tại Vòng loại thứ hai World Cup 2022 khu vực châu Á, Việt Nam rơi vào bảng G cùng với ba đối thủ Đông Nam Á khác là Thái Lan, Malaysia và Indonesia bên cạnh UAE. Với dàn cầu thủ đang đạt độ chín, đội tuyển Việt Nam trải qua một chiến dịch vòng loại World Cup thành công nhất cho đến nay khi kết thúc vòng loại thứ hai với 17 điểm, đứng thứ 2 sau UAE (18 điểm) và lần đầu tiên giành vé vào Vòng loại thứ ba, cũng như được đặc cách vượt qua vòng loại AFC Asian Cup 2023 tại Qatar với tư cách là một trong năm đội nhì bảng có thành tích tốt nhất.
Tại Vòng loại thứ ba World Cup 2022 khu vực châu Á, Việt Nam nằm ở bảng B cùng với Nhật Bản, Úc, Ả Rập Xê Út, Trung Quốc và Oman. Trước những đối thủ hàng đầu châu lục, đội tuyển kết thúc vòng ba với chỉ 1 trận thắng (trước Trung Quốc), 1 trận hòa (trước Nhật Bản) và thua đến 8 trận, giành được 4 điểm và đứng cuối bảng.
Sau khi cùng Việt Nam giành ngôi Á quân AFF Cup 2022, Park Hang-seo đã tuyên bố chia tay đội tuyển Việt Nam sau năm năm gắn bó. Trong năm năm thành công đó, bên cạnh những thành tích ở các giải trẻ, ông giúp đội tuyển Việt Nam vô địch AFF Cup 2018, lọt vào tứ kết Asian Cup 2019 và vòng loại cuối cùng World Cup 2022.

### Thời hậu Park Hang-seo (2023–nay)

#### Khủng hoảng thời Philippe Troussier (2023–2024)
Ngày 27 tháng 2 năm 2023, Philippe Troussier - người từng dẫn dắt đội tuyển Nhật Bản vô địch Asian Cup 2000 - chính thức được bổ nhiệm làm huấn luyện viên mới của đội tuyển Việt Nam với tham vọng giành vé dự World Cup 2026. Hợp đồng giữa nhà cầm quân người Pháp với VFF có thời hạn gần ba năm rưỡi, từ ngày 1 tháng 3 năm 2023 tới 1 tháng 7 năm 2026. Lực lượng của đội tuyển dưới thời Troussier có sự chuyển giao mạnh mẽ với những cầu thủ trẻ thuộc lứa U-23 vừa cùng ông giành huy chương đồng SEA Games 2023. Đội khởi đầu quá trình chuẩn bị cho vòng loại World Cup 2026 và Asian Cup 2023 bằng sáu trận giao hữu với các đối thủ có trình độ tăng dần trong vòng bốn tháng và kết thúc với 3 thắng và 3 thua, trong đó có trận thua chủ nhà Hàn Quốc 0–6 ở trận giao hữu cuối cùng (cân bằng kỷ lục trận thua đậm nhất của đội tuyển).
Ở vòng loại World Cup 2026, Việt Nam được xếp vào bảng F cùng với Iraq, Philippines và Indonesia. Đội khởi đầu chiến dịch vòng loại bằng chiến thắng nhọc nhằn 2–0 trước Philippines trên sân khách, sau đó để thua Iraq 0–1 trên sân nhà trong một thế trận hoàn toàn lép vế khi không tạo ra tình huống nguy hiểm và không có cú sút nào, trước khi nhận bàn thua ngay phút bù giờ cuối cùng. Kết quả này khiến đội tuyển đối mặt với nhiều áp lực, đặc biệt lối chơi kiểm soát mà huấn luyện viên người Pháp áp dụng không nhận được nhiều niềm tin về khả năng thành công.
Việt Nam tham dự Asian Cup 2023 trong bối cảnh sứt mẻ lực lượng với chín trụ cột dính chấn thương trước thềm giải đấu, do vậy nòng cốt của đội phần lớn là những cầu thủ trẻ còn ít kinh nghiệm thi đấu quốc tế. Rơi vào bảng đấu có Nhật Bản, Iraq và Indonesia, đội chơi không tệ trong trận mở màn thua Nhật Bản 2–4 khi có thời điểm dẫn trước 2–1. Tuy nhiên, họ lại thất bại 0–1 trước đối thủ cạnh tranh trực tiếp Indonesia và sớm bị loại ngay từ vòng bảng, đánh dấu lần đầu tiên để thua đối thủ cùng khu vực sau hơn 7 năm bất bại. Ở trận cuối cùng gặp Iraq, Việt Nam chơi khởi sắc khi dẫn trước đối thủ 1–0 sau hiệp một, nhưng đội sớm rơi vào thế thiếu người do Khuất Văn Khang bị thẻ đỏ ngay trước giờ nghỉ, nên để mất thế trận trong hiệp hai và thua ngược 2–3, qua đó chia tay giải đấu với ba trận toàn thua. Sau giải đấu này, đội lần đầu tiên bị đánh bật khỏi top 100 bảng xếp hạng FIFA kể từ năm 2018.
Sau thất bại nặng nề của đội tuyển Việt Nam ở Asian Cup cùng với lối chơi thiếu thuyết phục trước đó của đội ở vòng loại World Cup, làn sóng chỉ trích tăng lên đáng kể với ông Troussier và đã có khá nhiều nghi vấn được đặt ra về năng lực cầm quân của ông, cũng như có nhiều luồng ý kiến cho rằng nên sa thải vị huấn luyện viên này. Tuy nhiên, Troussier vẫn được VFF tín nhiệm để dẫn dắt đội tuyển trong giai đoạn tiếp theo của vòng loại thứ hai World Cup 2026, với hai trận đấu quan trọng mà Việt Nam sẽ tái ngộ Indonesia. Bất chấp sự tin tưởng đó, đội tuyển của Troussier đã thất bại toàn diện trong cả hai lượt trận trước Tim Garuda, với các trận thua 0–1 ở lượt đi và 0–3 ở lượt về ngay trên sân Mỹ Đình - đánh dấu lần đầu tiên đội để thua Indonesia ngay trên sân nhà sau 20 năm. Hai trận thua liên tiếp này khiến Việt Nam gần như sớm dừng chân ở vòng loại World Cup, dù trên lý thuyết họ vẫn còn hai lượt trận nữa.
Trước sức ép ngày càng lớn từ giới truyền thông và người hâm mộ (thậm chí trong trận lượt về với Indonesia ở Mỹ Đình, các cổ động viên đã giăng biểu ngữ để kêu gọi huấn luyện viên Troussier phải từ chức sớm), VFF đã quyết định chấm dứt hợp đồng với Philippe Troussier chỉ hai giờ sau trận thua Indonesia 0–3. Với chỉ bốn chiến thắng qua 14 trận, Troussier là huấn luyện viên có tỷ lệ thắng thấp nhất trong các huấn luyện viên ngoại từng dẫn dắt tuyển Việt Nam (28,57%). Những thất bại liên tiếp trong khoảng thời gian này khiến Việt Nam trở thành đội tuyển sa sút nhất trên bảng xếp hạng FIFA, khi tụt 20 bậc từ vị trí 95 xuống 115.

#### Thời Kim Sang-sik (2024–nay)
Ngày 6 tháng 5 năm 2024, chỉ hơn một tháng sau khi chia tay Philippe Troussier, huấn luyện viện người Hàn Quốc Kim Sang-sik đã được chọn làm tân thuyền trưởng của đội tuyển quốc gia với bản hợp đồng hai năm đến tháng 3 năm 2026. Trong trận ra mắt của mình, ông Kim giúp Việt Nam lội ngược dòng thắng Philippines 3–2 trên sân nhà để nhen nhóm hi vọng đi tiếp mong manh ở vòng loại World Cup, khi đội chỉ còn kém Indonesia 1 điểm. Tuy nhiên, với việc Indonesia đánh bại Philippines 2–0 trong trận đấu diễn ra sớm hơn, Việt Nam đã sớm phải dừng bước ngay trước lượt trận cuối gặp chủ nhà Iraq, nơi họ để thua 1–3. Quãng thời gian sau đó, tuyển Việt Nam tiếp tục thể hiện bộ mặt thất vọng bằng hai trận thua Nga 0–3 và Thái Lan 1–2 tại giải giao hữu LPBank Cup, sau đó là trận hòa 1–1 với Ấn Độ.
Đội tuyển của Kim Sang-sik bước vào Giải vô địch ASEAN 2024 với sự ngờ vực từ người hâm mộ sau khi trải qua một giai đoạn thi đấu không thành công. Tuy nhiên, giải đấu đã chứng kiến sự thăng hoa bất ngờ của đội tuyển Việt Nam, đặc biệt khi có sự góp mặt của tiền đạo gốc Brasil Nguyễn Xuân Son, cầu thủ nhập tịch đầu tiên thi đấu cho Việt Nam ở một giải đấu chính thức. Với sự tỏa sáng của Xuân Son và dàn cầu thủ giàu kinh nghiệm đã thành danh dưới thời Park Hang-seo, Việt Nam một lần nữa lọt vào chung kết giải khu vực mà đỉnh cao là hai chiến thắng vang dội trước kình địch Thái Lan ở cả hai lượt trận để có lần thứ ba trong lịch sử lên ngôi vô địch giải đấu.
Việt Nam rơi vào bảng F vòng loại thứ ba Asian Cup 2027 cùng với Nepal, Lào và Malaysia - đối thủ được dự đoán sẽ cạnh tranh vị trí đầu bảng để giành quyền đi tiếp. Đội mở màn chiến dịch với trận thắng đậm 5-0 trước đối thủ Lào tại sân Gò Đậu. Tuy vậy, trong bối cảnh sứt mẻ lực lượng khi vắng tiền đạo Xuân Son vì chấn thương cùng với sự xuất hiện của dàn cầu thủ nhập tịch chất lượng bên phía đối phương, đội đã để thua trận thứ hai trước Malaysia lần đầu tiên sau 11 năm, với tỷ số 0–4 trên sân khách Bukit Jalil và đứng trước nguy cơ lớn không thể vượt qua vòng loại.

## Tại các giải đấu (1991–nay)

### Tại các giải khu vực Đông Nam Á

#### Đại hội Thể thao Đông Nam Á
Việt Nam tại SEA Games 1991 do Vũ Văn Tư và Nguyễn Kim Hằng dẫn dắt. Đội chỉ giành được một điểm, xếp cuối bảng và bị loại ngay từ vòng bảng sau khi hòa Philippines, thua Indonesia và Malaysia. Lần tập trung dự SEA Games năm đó, do điều kiện ở Nhổn rất thiếu thốn nên sau một tuần, 11 cầu thủ phía Nam (thành viên Quảng Nam - Đà Nẵng, Hải Quan, Cảng Sài Gòn) đồng loạt "đào ngũ".  Cũng vì ảnh hưởng bởi sự cố trên, Vũ Văn Tư từ nhiệm sau 7 ngày dẫn dắt. Để lấp chỗ trống, Liên đoàn huy động một số cầu thủ và HLV Thể Công, Nguyễn Sỹ Hiển lên làm nhiệm vụ. Ở kỳ SEA Games 1993, đội bắt đầu trình làng những tài năng trẻ như Nguyễn Hồng Sơn, Lê Huỳnh Đức và giành chiến thắng 1-0 trước Philippines. Tuy nhiên, hai trận thua trước Indonesia và Singapore đã khiến Việt Nam lần thứ hai liên tiếp bị loại ở vòng bảng SEA Games.
Sau hai kỳ SEA Games đầu tiên không thành công, VFF bắt đầu thuê huấn luyện viên ngoại nhằm cải thiện thành tích của đội tuyển, tiên phong với Edson Tavares và sau đó là Karl-Heinz Weigang. Ông Tavares dẫn dắt cả hai đội Việt Nam 1 và Việt Nam 2 đều vào bán kết Cúp Độc Lập, nhưng ông bất ngờ bị thay thế bởi Weigang chỉ sau 42 ngày làm việc. Weigang nhận thấy phần lớn các cầu thủ Việt Nam lúc đó đều có điểm yếu về thể lực cũng như không có kinh nghiệm thi đấu quốc tế nên chính ông đưa ra dự án phát triển cầu thủ Việt. Nhờ quan hệ cá nhân, năm 1995, Weigang đưa cả đội tuyển đi tập huấn tại châu Âu, nơi đội thi đấu hơn 20 trận. Nhờ sự chuẩn bị này, đội đã vượt qua vòng bảng SEA Games cùng năm, sau đó thắng Myanmar ở bán kết, trước khi để thua chủ nhà Thái Lan 0-4 ở chung kết.
Tại SEA Games 1997, đội thua Thái Lan ở bán kết, sau đó đoạt huy chương đồng khi hạ Singapore. Đến SEA Games 1999, đội một lần nữa lọt vào chung kết sau khi vượt qua vòng bảng và thắng Indonesia ở bán kết, nhưng HLV Alfred Riedl cùng Việt Nam tiếp tục nhìn người Thái đoạt huy chương vàng với thất bại 0-2 ở chung kết. Đó là lần cuối bóng đá nam tại SEA Games không giới hạn độ tuổi.

#### Giải vô địch bóng đá Đông Nam Á
Việt Nam tham dự Tiger Cup ngay trong lần đầu tiên được tổ chức vào năm 1996. Đội khởi đầu bằng trận thắng 3–1 trước Campuchia tại vòng bảng, trước khi bị Lào cầm hòa 1–1 ngay sau đó. Trận đấu gặp Lào đã gây thất vọng đến mức bị nghi vấn "bán độ" khi Nguyễn Hữu Thắng nhận thẻ đỏ trực tiếp; huấn luyện viên Karl-Heinz Weigang thậm chí đã đòi đuổi một nhóm năm cầu thủ có "vấn đề" về nước. Sau sự việc, năm cầu thủ này đã được phép tiếp tục thi đấu và cùng đội tuyển Việt Nam vượt qua vòng bảng, trước khi thua Thái Lan ở bán kết và thắng Indonesia để đoạt huy chương đồng chung cuộc.
Tại Tiger Cup 1998 trên sân nhà – cũng là lần đầu đội đăng cai một giải quốc tế – đội tuyển Việt Nam dưới sự dẫn dắt của Alfred Riedl đã có màn thể hiện ấn tượng với 3 trận thắng và 1 trận hòa, trong đó có cả trận thắng đậm Thái Lan 3–0 tại bán kết. Tuy nhiên, họ đã phải khuất phục trước Singapore trong trận chung kết nhờ bàn thắng duy nhất bằng lưng của Sasi Kumar. Vòng bảng Tiger Cup hai năm sau đó, Việt Nam đã phục thù thành công khi thắng Singapore, gián tiếp khiến đối thủ này bị loại. Ở trận bán kết gặp Indonesia, Việt Nam đã chơi kiên cường khi hai lần gỡ hòa trong thế bị dẫn trước , trước khi để thua đáng tiếc trong hiệp phụ bởi bàn thắng vàng của Gendut Christiawan ở phút 120. Thất bại này khiến tinh thần của đội tuyển Việt Nam sụp đổ và sau đó thua chóng vánh Malaysia 0–3 ở trận tranh huy chương đồng.
Với những tên tuổi mới như Minh Phương, Tài Em, Văn Quyến, đội đoạt huy chương đồng Tiger Cup 2002 dưới nhiệm kỳ đầu tiên của huấn luyện viên Henrique Calisto. Đến Tiger Cup 2004, đội tuyển của huấn luyện viên Edson Tavares có sự kết hợp của lứa cầu thủ giành huy chương bạc SEA Games 22 như Lê Công Vinh, Phan Thanh Bình cùng các cựu binh, dưới sự dẫn dắt của đội trưởng Lê Huỳnh Đức và thủ môn Trần Minh Quang. Tuy nhiên, đây lại là giải đấu thất vọng của Việt Nam khi bị loại ngay từ vòng bảng do chỉ xếp thứ ba bảng đấu sau Singapore và Indonesia, trong đó có trận thua Indonesia 0–3 ngay tại Mỹ Đình. Sau giải đấu này, Lê Huỳnh Đức và Trần Minh Quang đã chính thức giã từ đội tuyển quốc gia.
Ở AFF Cup 2007, đội thi đấu dưới sự dẫn dắt của Alfred Riedl, người có lần thứ ba dẫn dắt tuyển Việt Nam. Việt Nam một lần nữa rơi vào bảng đấu có sự hiện diện của Singapore và Indonesia, bên cạnh Lào. Đội vượt qua vòng bảng với vị trí thứ nhì sau Singapore, trước khi để thua Thái Lan với tổng tỷ số 0–2 ở bán kết.
Trước khi AFF Cup 2008 khởi tranh, tuyển Việt Nam dưới nhiệm kỳ thứ hai của Henrique Calisto đang có phong độ kém cỏi khi trải qua 10 trận giao hữu toàn hòa và thua. Trân đấu mở màn thua Thái Lan 0–2 đã khiến Calisto và các cầu thủ chịu nhiều sức ép từ dư luận. Tuy nhiên, đội đã lần lượt đánh bại Malaysia 3–2 và Lào 4–0 để đi tiếp với vị trí nhì bảng. Đối đầu với đương kim vô địch Singapore ở bán kết, Việt Nam hòa tiếc nuối không bàn thắng trên sân nhà nhưng thắng 1–0 trên đất khách nhờ công của Nguyễn Quang Hải, qua đó đưa Việt Nam vào chung kết gặp Thái Lan. Đội đã tạo nên bất ngờ với chiến thắng 2–1 ở lượt đi trên sân khách. Lượt về, đội bị dẫn 0–1 cho đến khi cú đá phạt hàng rào của Nguyễn Minh Phương ở phút bù giờ cuối cùng của hiệp 2 được Lê Công Vinh đánh đầu ngược tung lưới Thái Lan, giúp cho Việt Nam lần đầu lên ngôi vô địch Đông Nam Á.
Tại AFF Cup 2010, các nhà đương kim vô địch rơi vào bảng đấu có Singapore, Philippines và Myanmar. Tuy vượt qua vòng bảng với ngôi đầu, đội đã chơi thiếu thuyết phục khi thua sốc Philippines 0–2 và thắng chật vật Singapore trong thế  thiếu người ở 30 phút cuối. Việt Nam đã bị loại ở vòng bán kết bởi Malaysia (đội sau đó lên ngôi vô địch) với tổng tỷ số 0–2, qua đó thất bại trong việc bảo vệ danh hiệu. Đội tuyển sau đó chia tay huấn luyện viên Calisto cùng cặp tiền vệ Minh Phương, Tài Em.
Năm 2012, học hỏi từ thành công của bóng đá Malaysia, VFF đã dùng huấn luyện viên nội Phan Thanh Hùng để chuẩn bị cho AFF Cup vào cuối năm. Tuy nhiên, trong bối cảnh bóng đá Việt Nam đang rối ren khi một loạt các câu lạc bộ V-League đồng loạt giải thể, Việt Nam kết thúc giải với thành tích tệ nhất trong các lần tham dự giải đấu của mình: bị loại từ vòng bảng với chỉ một điểm kiếm được sau ba trận (hòa Myanmar 1–1, còn lại thua Philippines 0–1 và Thái Lan 1–3). Đội chỉ hơn Myanmar về hiệu số bàn thắng bại nên tránh được vị trí chót bảng, qua đó không phải thi đấu vòng loại giải lần sau.
Trong thời kỳ chuyển giao của đội tuyển ở AFF Cup 2014, huấn luyện viên Toshiya Miura đã sử dụng các nhân tố mới như Trần Nguyên Mạnh, Quế Ngọc Hải, Vũ Minh Tuấn, Ngô Hoàng Thịnh,... Đội chơi ấn tượng và vượt qua vòng bảng với ngôi nhất bảng A, bao gồm trận hòa 2–2 trước Indonesia cùng với các chiến thắng 3–0 trước Lào và 3–1 trước Philippines. Ở vòng bán kết, Việt Nam thắng Malaysia 2–1 trong trận lượt đi tại sân Shah Alam và nắm lợi thế lớn để giành quyền vào chung kết. Tuy nhiên, đến lượt về, đội thi đấu dưới sức đến ngỡ ngàng khi bị dẫn 1–4 chỉ sau hiệp một bởi những sai lầm nghiêm trọng của hàng phòng ngự, trong đó có một quả phạt đền ngay đầu trận do sai sót của Quế Ngọc Hải, một pha ra vòng cấm bất cẩn của thủ môn Trần Nguyên Mạnh để đối phương tâng bóng qua đầu, một bàn phản lưới nhà của Đinh Tiến Thành và tình huống mắc lỗi vị trí của Nguyễn Văn Biển. Nỗ lực trong hiệp hai của Việt Nam chỉ mang lại bàn rút ngắn tỷ số xuống còn 2–4 của Lê Công Vinh, khiến đội bị loại đầy cay đắng với tổng tỷ số 4–5.
Tại AFF Cup 2016, dưới sự dẫn dắt của huấn luyện viên nội Nguyễn Hữu Thắng, Việt Nam lần đầu tiên toàn thắng vòng bảng với 9 điểm tuyệt đối, bao gồm các chiến thắng 2–1 trước Myanmar, 1–0 trước Malaysia và 2–1 trước Campuchia. Gặp Indonesia của người cũ Alfred Riedl ở bán kết, đội để thua 1–2 trong trận lượt đi tại sân đối thủ. Ở trận lượt về trên sân Mỹ Đình, Việt Nam thi đấu áp đảo trước đối phương, nhưng lại bị dẫn bàn trước từ pha phá bóng sai kỹ thuật của Trần Đình Đồng để cho Stefano Lilipaly của Indonesia sút vào lưới trống. Trong tình thế khó khăn, đặc biệt là sau tấm thẻ đỏ trực tiếp của Nguyên Mạnh vì lỗi đánh nguội cầu thủ đối phương khi đội đã hết quyền thay người, Việt Nam đã ghi liền hai bàn để vươn lên dẫn 2–1 do công lần lượt của Vũ Văn Thanh và Vũ Minh Tuấn, buộc trận đấu phải bước sang hiệp phụ. Việt Nam thua thêm một bàn trên chấm phạt đền khi hậu vệ Quế Ngọc Hải phải làm thủ môn bất đắc dĩ, và chấp nhận thua chung cuộc 3–4 trước Indonesia. Sau giải đấu, đội tuyển Việt Nam chia tay hai cựu binh cuối cùng từng giúp Việt Nam vô địch AFF Cup 2008, Lê Công Vinh và Phạm Thành Lương.
Bước vào AFF Cup 2018, HLV Park Hang-seo đã tin dùng những cầu thủ U-23 đã đoạt huy chương bạc U-23 châu Á 2018 và hạng tư ASIAD 2018 như Nguyễn Công Phượng, Đoàn Văn Hậu, Nguyễn Quang Hải, Phan Văn Đức, Hà Đức Chinh,... cùng các cựu binh như Nguyễn Văn Quyết, Nguyễn Anh Đức và Nguyễn Trọng Hoàng,... Việt Nam giành được ba chiến thắng trước Lào, Malaysia, Campuchia và một trận hòa với Myanmar, đứng đầu bảng A và lọt vào bán kết. Đội hạ gục Philippines cùng với tỷ số 2–1 qua hai lượt trận để giành quyền vào chung kết AFF Cup lần đầu tiên sau 10 năm và tái ngộ Malaysia. Hai đội hòa nhau 2–2 ở lượt đi trên sân Bukit Jalil, trước khi Anh Đức ghi bàn duy nhất trong trận lượt về trên sân Mỹ Đình để giúp đội thắng chung cuộc 3–2 và có lần thứ hai vô địch AFF Cup.
Tại AFF Cup 2020 tổ chức tập trung tại Singapore, với việc vừa trải qua sáu trận đấu ở vòng loại thứ ba World Cup 2022 trước những đội tuyển hàng đầu châu Á, đoàn quân của HLV Park Hang-seo được kỳ vọng sẽ bảo vệ ngôi vô địch của khu vực. Đội giành được 10 điểm giống Indonesia nhưng xếp nhì bảng vì kém hiệu số bàn thắng bại. Sau đó tại vòng bán kết, Việt Nam đã bị Thái Lan – đội sau đó đã giành ngôi vô địch – hạ gục với tổng tỷ số 0-2. Thất bại này đã đánh dấu lần thứ tám đội tuyển Việt Nam không thể vượt qua được vòng bán kết AFF Cup và trở thành đội bị loại ở bán kết nhiều nhất lịch sử giải đấu.
Tại AFF Cup 2022 – giải đấu cuối cùng của HLV Park Hang-seo với bóng đá Việt Nam, đội tuyển Việt Nam thể hiện quyết tâm vô địch để tri ân nhà cầm quân người Hàn Quốc, đặc biệt khi ba trụ cột quan trọng là Đỗ Hùng Dũng, Đặng Văn Lâm và Đoàn Văn Hậu, những người vắng mặt ở giải lần trước, trở lại sau chấn thương. Việt Nam rơi vào bảng đấu có Malaysia, Singapore, Myanmar và Lào, nơi đội giành được ngôi nhất bảng với 10 điểm, ghi được 12 bàn và không thủng lưới bàn nào. Tại vòng bán kết, Việt Nam đã phá dớp 27 năm không thắng trước Indonesia ở AFF Cup bằng chiến thắng chung cuộc 2–0 sau hai lượt trận, để tiến vào chung kết với thành tích giữ sạch lưới trong sáu trận tại giải. Tuy nhiên, đội đã một lần nữa thất bại trước Thái Lan khi hòa 2–2 trên sân Mỹ Đình và thua 0–1 ở trên sân khách. Sau giải đấu này, ông Park Hang-seo đã chia tay đội tuyển Việt Nam.
Trước khi ASEAN Cup 2024 khởi tranh, đội tuyển Việt Nam trải qua một giai đoạn bết bát khi để thua 9 trên 11 trận trong năm 2024, kết quả khiến đội bị loại sớm ở Asian Cup 2023 và vòng loại World Cup 2026. Thầy trò HLV Kim Sang-sik khi đó phải chịu vô vàn sức ép từ dư luận và giới truyền thông. Mặc dù được đưa ra chỉ tiêu phải lọt vào chung kết, không nhiều người đặt niềm tin vào đội tuyển. Rơi vào bảng đấu có Lào, Indonesia, Philippines và Myanmar, Việt Nam thi đấu khá chật vật trong ba trận đầu tiên, trong đó có trận hòa 1-1 khá may mắn trước Philippines, dù vẫn giữ được vị trí đầu bảng. Tuy nhiên, sự xuất hiện của tiền đạo nhập tịch Nguyễn Xuân Son ở các trận tiếp theo đã giúp Việt Nam thi đấu thăng hoa. Đội thắng thuyết phục Myanmar 5-0 để đi tiếp với ngôi đầu bảng với 10 điểm, sau đó thắng Singapore trong cả hai lượt trận bán kết với tổng tỷ số 5-1 để một lần nữa lọt vào chung kết gặp đại kình địch Thái Lan. Đội đánh bại Thái Lan 2-1 trong trận lượt đi trên sân nhà Việt Trì nhờ cú đúp của Xuân Son để chấm dứt giai đoạn 27 năm không thắng Thái Lan trên sân nhà. Đến trận lượt về tại chảo lửa Rajamangala của đối thủ, Việt Nam tiếp tục dẫn trước ở phút thứ 8 nhờ pha ghi bàn của Phạm Tuấn Hải để nới rộng khoảng cách lên 3-1. Tuy nhiên, đội gặp bất lợi khi Xuân Son dính chấn thương nặng phải sớm rời sân. Thái Lan xốc lại tinh thần và ghi liền hai bàn để dẫn ngược 2-1, qua đó cân bằng tỷ số 3-3, mặc dù bàn thắng thứ hai của người Thái là một pha bóng thiếu fair play của Supachok Sarachat. Giữa lúc khó khăn, Việt Nam được chơi hơn người khi cầu thủ Thái Lan Weerathep Pomphan bị truất quyền thi đấu khi nhận thẻ vàng thứ hai ở phút 73; và chỉ 10 phút sau, nỗ lực dứt điểm của Tuấn Hải đã khiến hậu vệ Thái Lan Pansa Hemviboon đá phản lưới nhà giúp Việt Nam dẫn 4-3. Thái Lan trong thế chân tường đã dồn toàn lực tấn công trong những phút còn lại, nhưng các cầu thủ Việt Nam đã phòng ngự kiên cường trước sức ép nghẹt thở của đối phương, khi trận đấu được bù giờ đến 20 phút. Đến phút bù giờ cuối cùng của hiệp hai, tận dụng pha hãm thành thất bại của Thái Lan trong bối cảnh thủ môn đội bạn đã lao lên tham gia tấn công, tiền vệ mới vào sân thay người là Nguyễn Hai Long đã dứt điểm từ giữa sân đưa bóng lăn từ từ vào khung thành bỏ trống giúp Việt Nam thắng chung cuộc 5-3 trước Thái Lan để lần thứ ba lên ngôi vô địch Đông Nam Á, đánh dấu một kỳ ASEAN Cup vô tiền khoáng hậu của bóng đá Việt Nam.

### Tại các giải châu lục và thế giới

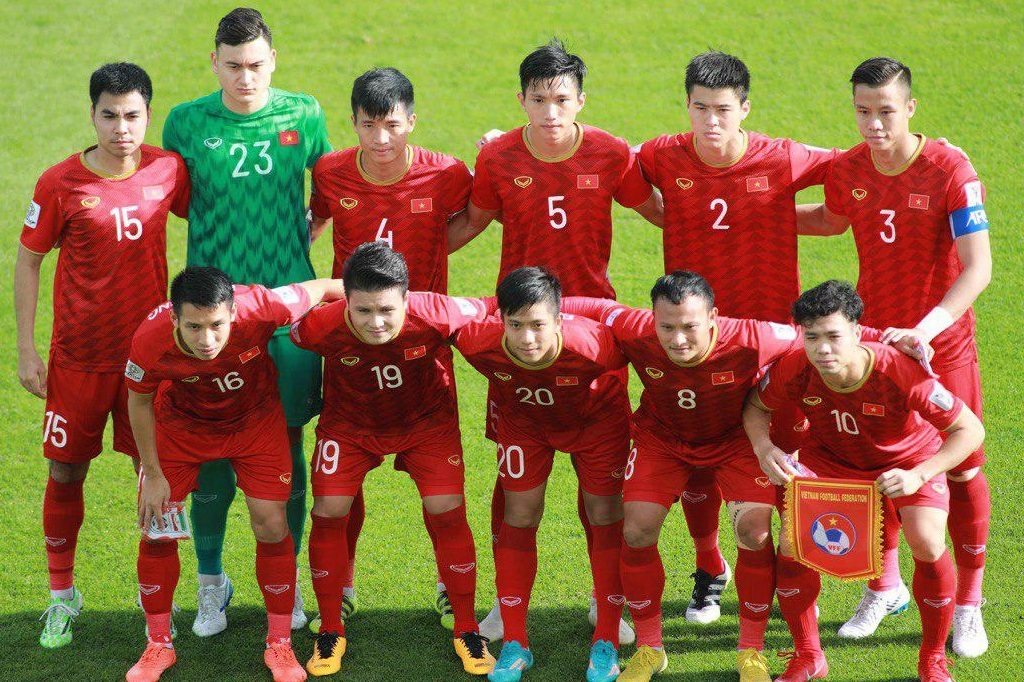
Đội tuyển Việt Nam trước lượt trận thứ hai bảng D Cúp bóng đá châu Á 2019 gặp đội tuyển Iran.

Ở vòng loại World Cup 1994, đội được dẫn dắt bởi Trần Bình Sự và được xếp vào ở bảng đấu có Triều Tiên, Qatar, Indonesia và Singapore. Việt Nam chỉ thắng được Indonesia ở loạt trận đầu sau đó thua cả bốn trận lượt về, đứng cuối bảng và không vượt qua vòng loại. Lư Đình Tuấn là cầu thủ đầu tiên ghi bàn cho Việt Nam tại vòng loại World Cup. Tiếp đó, Việt Nam mất vé tham dự Asian Cup 1996 khi xếp sau một đội bóng mạnh ở châu Á là Hàn Quốc. Tại vòng loại World Cup 1998, Việt Nam rơi vào bảng đấu với Tajikistan, Turkmenistan và Trung Quốc, nơi đội toàn thua tất cả các trận, qua đó tiếp tục đứng cuối bảng và không vượt qua vòng loại. Đến Asian Cup 2000, đội một lần nữa không thể tiến vào Vòng chung kết vì thua Trung Quốc.
Ở vòng loại World Cup 2002, đội hòa một, thắng ba trận trước Mông Cổ và Bangladesh và thua Ả Rập Xê Út cả hai lượt đấu, chứng kiến đại diện Tây Á đi tiếp.
Năm 2003, Việt Nam cử đội tuyển U-23 dự vòng loại Cúp bóng đá châu Á 2004 nhằm mục đích chuẩn bị cho SEA Games vào cuối năm trên sân nhà. Đội thua Oman với tỷ số kỷ lục 0–6, thua Hàn Quốc 0–5 và thắng đội yếu nhất bảng Nepal ở loạt trận đầu. Loạt trận sau, đội thắng sốc Hàn Quốc 1–0, trước khi thắng Nepal và thua Oman ở hai trận còn lại. 
Năm 2004, Việt Nam khởi đầu vòng loại World Cup 2006 với chiến thắng 4–0 trước Maldives, lúc đó đội được dẫn dắt bởi huấn luyện viên tạm quyền Nguyễn Thành Vinh. Ngay sau đó, Edson Tavares trở lại dẫn dắt đội nhưng khiến Việt Nam thất bại nặng nề khi thua 4 trong tổng số 5 trận còn lại, bao gồm hai trận thua trước Hàn Quốc, một trận thua trước Liban trên sân nhà và trận thua Maldives 0–3 đầy bất ngờ trên sân khách. Việt Nam kết thúc vòng loại bằng trận hòa Liban 0–0 trên sân khách, đứng thứ 3 bảng đấu với chỉ 4 điểm và sớm dừng bước.
Asian Cup 2007 là lần đầu tiên Việt Nam đồng đăng cai và tham dự giải đấu lớn nhất châu lục. Tại vòng bảng, đội hạ UAE 2-0 nhờ hai bàn thắng của Quang Thanh và Công Vinh, sau đó hòa Qatar 1-1 rồi thua ngược Nhật Bản 1–4. Đội lọt vào tứ kết và thua đội vô địch châu Á sau đó là Iraq với tỷ số 0–2. Đoàn quân của huấn luyện viên Alfred Riedl một lần nữa tái ngộ UAE tại vòng loại đầu tiên của World Cup 2010 nhưng toàn thua ở cả hai lượt đi và về với tổng tỷ số 0–6.
Ở vòng loại Asian Cup 2011, đội khởi đầu thuận lợi khi thắng Liban 3–1 trên sân nhà, nhưng sau đó chỉ có thêm hai trận hòa nữa trước Liban và Syria. Đội để thua ba trận còn lại, trong đó có trận thua Trung Quốc 1-6 trên sân khách, đành chấp nhận dừng bước. Ở vòng loại World Cup 2014, dưới sự dẫn dắt của HLV Falko Götz, đội đã đánh bại Ma Cao cả hai lượt trận ở vòng một với tổng tỷ số 13-1. Ở vòng hai, đội thua Qatar 0-3 trên sân khách và thắng đối thủ Tây Á 2-1 ở lượt về trên sân nhà, đành chấp nhận bị loại với tổng tỷ số 2-4. Ở vòng loại Asian Cup 2015, Việt Nam rơi vào bảng đấu có UAE, Uzbekistan và Hồng Kông, nơi đội có đến ba trận được tạm quyền dẫn dắt bởi HLV Nguyễn Văn Sỹ do HLV chính Hoàng Văn Phúc bận tập trung cùng đội U-23 chuẩn bị cho SEA Games 2013. Với sự chuẩn bị sơ sài, Việt Nam đã thi đấu tệ hại khi để thua 5 trong tổng số 6 trận và xếp cuối bảng, chỉ thắng được trận thủ tục ở lượt cuối trước Hồng Kông.
Trong chiến dịch vòng loại thứ 2 World Cup 2018, Việt Nam thua Thái Lan 0-1 và thắng Đài Loan 2-1 trên sân khách, sau đó hòa Iraq 1-1 và thua 0-3 trong trận tái đấu Thái Lan trên sân Mỹ Đình. Năm 2016, khi Nguyễn Hữu Thắng lên thay Miura Toshiya, đội đã thắng Đài Loan 4-1 trên sân nhà. Iraq, trong trận quyết định, đã hạ Việt Nam 1-0 trên sân trung lập để đi tiếp. Kết thúc ở vị trí thứ 3 trong bảng, Việt Nam lọt vào vòng 3 vòng loại Asian Cup 2019, nơi đội đối đầu với Afghanistan, Campuchia và Jordan. Đội thắng Campuchia cả hai lượt trận, hòa 4 trận còn lại trong giai đoạn biến động ở cương vị huấn luyện viên trưởng khi Nguyễn Hữu Thắng, Mai Đức Chung và Park Hang-seo lần lượt thay nhau dẫn dắt, qua đó có lần đầu tiên tham dự Asian Cup sau 12 năm. 
Việt Nam rơi vào bảng D Asian Cup 2019 cùng ba đội Tây Á khác là Iran, Iraq và Yemen. Đội khởi đầu bằng trận thua ngược đáng tiếc trước Iraq với tỷ số 2-3, sau đó thua tiếp Iran 0-2 trước khi hạ Yemen 2-0 lượt đấu cuối. Toàn đội đã phải chờ đến những diễn biến cuối cùng của giai đoạn vòng bảng ở trận Liban thắng CHDCND Triều Tiên 4-1 mới có thể xác định được tấm vé đi tiếp ở vị trí cuối trong nhóm 4 đội đứng thứ 3 có thành tích tốt nhất (bằng điểm số, hiệu số bàn thắng thua và số bàn thắng với Liban nhưng hơn ở chỉ số fair-play). Ở vòng 16 đội, Việt Nam cầm hòa Jordan 1-1 trong 120 phút thi đấu chính thức và thắng 4-2 trong loạt sút luân lưu. Tuy nhiên, đội dừng bước ở tứ kết sau trận thua 0-1 trước Nhật Bản. Đây là lần thứ hai đội tuyển đi tới trận tứ kết của Asian Cup, nhưng đặc biệt hơn so với năm 2007 bởi đây là lần đầu tiên đội có một trận thắng ở vòng loại trực tiếp của một giải đấu châu lục không tổ chức trên sân nhà.
Ở Vòng loại World Cup 2022 khu vực châu Á giai đoạn hai, Việt Nam được xếp vào bảng G – một bảng đấu được coi là kỳ lạ khi đội nằm chung bảng với những đối thủ quen thuộc ở khu vực bao gồm Indonesia, Malaysia và Thái Lan. Đội duy nhất không thuộc Đông Nam Á ở bảng này là UAE, cũng là một đối thủ có duyên nợ với đội tuyển Việt Nam. Qua năm trận đầu tiên, đội thắng ba trận trước Malaysia (1-0), Indonesia (3-1), UAE (1-0) và hòa 0-0 cả hai lượt trận trước Thái Lan, được 11 điểm và đứng nhất bảng đấu. Sau khi vòng loại bị hoãn gần hai năm vì đại dịch COVID-19, Việt Nam chơi nốt ba trận còn lại tại Dubai, nơi đội thắng thêm hai trận nữa trước Indonesia (4-0) và Malaysia (2-1), sau đó để thua chủ nhà UAE 2-3 và xếp thứ hai chung cuộc với 17 điểm. Xét các đội nhì bảng có thành tích tốt nhất sau khi loại kết quả với đội cuối bảng (trừ 6 điểm do CHDCND Triều Tiên bất ngờ rút khỏi giải), đội tuyển Việt Nam được 11 điểm, đứng thứ 4 trong 8 đội nhì bảng. Do 5 đội nhì bảng có thành tích tốt nhất sẽ được đi tiếp, Việt Nam đã giành quyền lọt vào vòng loại World Cup 2022 giai đoạn ba lần đầu tiên trong lịch sử, đồng thời sớm đoạt vé tham dự vòng chung kết Asian Cup 2023.
Ở vòng loại thứ ba, Việt Nam nằm ở bảng B cùng với Nhật Bản, Úc, Ả Rập Xê Út, Trung Quốc và Oman. Đây là những đối thủ mà Việt Nam toàn thua về thành tích đối đầu trong quá khứ. Trong lần đầu tiên tham dự vòng loại cuối cùng, đội đã chơi nỗ lực dù toàn thua 7 trận đầu, trong đó có trận thua đáng tiếc 2-3 ở những giây cuối trước Trung Quốc trên sân trung lập. Ở lượt trận thứ tám, đội đánh bại Trung Quốc 3-1 trên sân nhà Mỹ Đình, qua đó có lần đầu tiên thắng được đối thủ này. Việt Nam kết thúc chiến dịch vòng loại của mình bằng trận hòa quả cảm 1-1 trước Nhật Bản trên sân khách Saitama, qua đó giành được 4 điểm sau 10 trận và xếp cuối bảng.
Ở vòng chung kết Asian Cup 2023, Việt Nam rơi vào bảng D cùng với Nhật Bản, Iraq và đối thủ cùng khu vực Indonesia. Đây là giải đấu không thành công của đội tuyển Việt Nam dưới sự dẫn dắt của HLV Philippe Troussier khi đội để thua cả ba trận và bị loại sớm với vị trí cuối bảng. Mặc dù chơi không tồi trong trận thua 2-4 trước Nhật Bản, Việt Nam gây thất vọng lớn khi để thua Indonesia 0-1, qua đó sớm bị loại dù vẫn còn một lượt trận. Đội sau đó thua tiếp Iraq 2-3 ở lượt cuối vòng bảng và xếp vị trí cuối bảng D với ba trận toàn thua. Đây là lần đầu tiên Việt Nam bị loại ngay từ vòng bảng Asian Cup với tư cách một quốc gia thống nhất, sau khi lọt vào đến tứ kết trong cả hai lần tham dự trước đó.
Ở vòng loại World Cup 2026 giai đoạn hai, Việt Nam rơi vào bảng F gặp Iraq cùng với hai đối thủ Đông Nam Á Indonesia và Philippines. Được dự đoán sẽ không mấy khó khăn để chiếm một trong hai vị trí đầu bảng, nhưng màn trình diễn của đội đã chứng minh điều ngược lại. Họ chỉ có hai chiến thắng trước đội cuối bảng Philippines, còn lại toàn thua trước Iraq và Indonesia, những đội giành quyền đi tiếp ở bảng đấu. Trong đó, hai trận thua liên tiếp trước Indonesia trong vòng năm ngày cuối tháng 3 năm 2024 đã khiến cơ hội đi tiếp của Việt Nam gần như không còn. Kết quả nghèo nàn này buộc VFF phải sớm chấm dứt hợp đồng với huấn luyện viên Philippe Troussier và bổ nhiệm Kim Sang-sik cho giai đoạn còn lại tại vòng loại.

## Hình ảnh

### Trang phục thi đấu
Màu áo đấu truyền thống của Việt Nam là màu đỏ – tượng trưng cho màu quốc kỳ, còn màu áo phụ của đội là màu trắng (trừ các năm 1993, 1994, 1995 và 1998 là màu vàng).
Trong giai đoạn 2008–2010 dưới thời huấn luyện viên Henrique Calisto, đội tuyển Việt Nam cũng như đội tuyển U-23 lại thường sử dụng màu trắng như màu áo chính do niềm tin vào sự may mắn, như tại hai lượt trận chung kết AFF Cup 2008, sáu trận đấu tại vòng loại Asian Cup 2011 và cả ở kỳ SEA Games 2009.
| Giai đoạn | Hãng cung cấp trang phục |
| --------- | ------------------------ |
| 1995-2004 | adidas                   |
| 2006-2008 | Li-Ning                  |
| 2009-2014 | Nike                     |
| 2014-2023 | Grand Sport              |
| 2024-     | Jogarbola                |

### Biểu tượng
Khác với hầu hết các đội tuyển Quốc gia khác thường in biểu tượng của Liên đoàn/Hiệp hội bóng đá hoặc Quốc huy của quốc gia đó lên áo đấu, quốc kỳ cờ đỏ sao vàng thường được in trên ngực trái áo đấu của đội tuyển Việt Nam (mặc dù trong những năm 1998-1999, họ đã sử dụng logo (cũ) của VFF trên áo đấu). Trên thế giới ngoài Việt Nam ra chỉ có một vài đội bóng làm điều tương tự như Cộng hòa Dân chủ Nhân dân Triều Tiên hay Thổ Nhĩ Kỳ.
Năm 2016, lấy ý tưởng từ một biệt danh không chính thức mà truyền thông tự đặt là "Rồng vàng", biểu tượng "Rồng nhả Ngọc" với hình viên ngọc cách điệu thành quả bóng đã được thiết kế và được VFF sử dụng để lấy ý kiến đóng góp nhằm hoàn thiện huy hiệu chính thức cho đội tuyển quốc gia. Tuy nhiên, thiết kế đã nhận phải những phản hồi tiêu cực từ giới truyền thông và người hâm mộ; thậm chí hình ảnh con rồng trong huy hiệu cũng bị cho là "giống rồng của Bảy viên ngọc rồng". Dù VFF đã thông qua biểu tượng con rồng nói trên làm biểu tượng chính thức cho đội tuyển vào tháng 12 năm 2017, nó không được sử dụng chính thức dù chỉ một lần. Hình quốc kỳ vẫn được in trên áo đấu, còn logo của VFF được in trên đồ dùng khác của đội tuyển (cặp, túi, mũ, khẩu trang,...) và được sử dụng trên các phương tiện truyền thông cho đội tuyển (banner họp báo, biển quảng cáo, mạng xã hội, bảng điện tử ở sân vận động, băng đội trưởng trong các trận giao hữu...). Trên thực tế, các liên đoàn hay hiệp hội bóng đá của các quốc gia khác thường in biểu trưng đồng bộ lên tất cả áo đấu của các đội tuyển bóng đá nam và nữ (cả đội tuyển quốc gia và đội tuyển theo các lứa tuổi), đội tuyển futsal và đội tuyển bóng đá bãi biển, do vậy với biểu trưng con rồng vốn ban đầu chỉ thiết kế riêng cho đội tuyển quốc gia nam, việc in nó lên áo hay sử dụng nó làm biểu trưng cho bất kỳ đội tuyển bóng đá quốc gia nào của Việt Nam (dù là chỉ riêng đội tuyển nam) là điều không hợp lý.

### Biệt danh
Tương tự như mọi liên đoàn hay hiệp hội bóng đá quốc gia khác trên thế giới, VFF cũng là cơ quan quản lý hình ảnh chính thức của đội tuyển quốc gia Việt Nam, do vậy biệt danh mà VFF sử dụng sẽ là biệt danh chính thức đại diện cho hình ảnh đội tuyển. Mọi biệt danh khác từ truyền thông hay người hâm mộ sử dụng để nói tới đội tuyển Việt Nam đều không có giá trị đại diện cho đội tuyển.
HIện tại, biệt danh chính thức cho đội tuyển Việt Nam mà VFF đang sử dụng là Những Chiến Binh Sao Vàng (tiếng Anh: Golden Star Warriors), xây dựng dựa theo hình ảnh ngôi sao vàng trên Quốc kỳ.

### Tài trợ
Tài trợ cho đội tuyển có Acecook, Yanmar, Honda, Sony, Bia Saigon, Coca-Cola, Vinamilk, Kao, Herbalife Nutrition, TNI Corporation và một số nhà tài trợ phụ khác. 

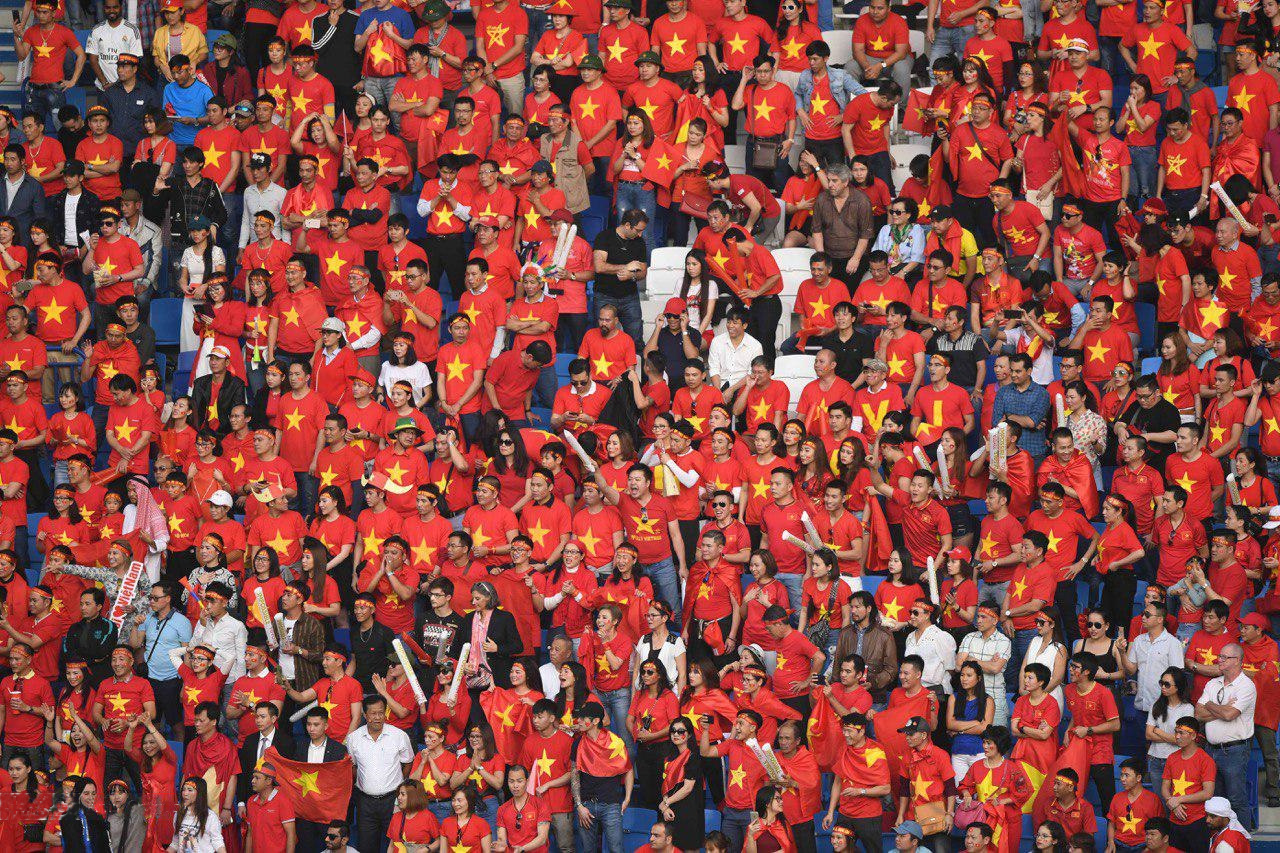
Các cổ động viên Việt Nam tại AFC Asian Cup 2019, trong trang phục áo cờ đỏ sao vàng, giống với quốc kỳ.

### Cổ động viên
Hai hội cổ động viên lớn cho đội tuyển quốc gia là Hội Cổ động viên bóng đá Việt Nam (VFS, tiếng Anh: Vietnam Football Supporters) được thành lập vào năm 2014 và Hội Cổ động viên Sao vàng Việt Nam (VGS, tiếng Anh: Vietnam Golden Stars) được thành lập vào năm 2017.
Mỗi khi đội tuyển quốc gia giành chiến thắng trong các trận đấu lớn, đường phố thường bị áp đảo bởi những đám đông người Việt Nam hát vang các bài hát mang đậm tính dân tộc. Sự cuồng nhiệt của người hâm mộ tại đây còn thể hiện ngay cả trong các giải đấu nhỏ, chẳng hạn như khi Việt Nam giành được vị trí á quân tại giải đấu U-23 châu Á 2018. Tuy nhiên một bộ phận cổ động viên Việt Nam với tinh thần "chỉ yêu bóng đá chiến thắng", sẵn sàng chỉ trích thậm tệ, thậm chí xúc phạm đội tuyển và cả huấn luyện viên trên mạng xã hội mỗi khi đội tuyển thất bại.
Nhiều cổ động viên Việt Nam chưa có thói quen mua và mặc áo đấu chính thức của đội tuyển quốc gia như cổ động viên ở nhiều nước khác. Họ thường mua và mặc áo cờ đỏ sao vàng (giống quốc kỳ) với giá rẻ hoặc mua áo đấu không chính hãng khi đi xem và cổ vũ. Thực tế, việc mua áo chính thức của đội tuyển là một nguồn thu không nhỏ góp phần vào kinh phí cho các đội tuyển quốc gia.

### Sân nhà
Sân nhà chính của đội trước năm 2003 là sân vận động Hàng Đẫy, sau đó chuyển sang Sân vận động Quốc gia Mỹ Đình nằm ở quận Nam Từ Liêm, phía tây thủ đô Hà Nội, được xây dựng để phục vụ cho SEA Games 22. Đội cũng thi đấu ở sân Thống Nhất tại Thành phố Hồ Chí Minh trong một số trận giao hữu hay vòng loại. Đôi khi, đội tuyển Việt Nam cũng chọn sân ở những địa phương khác nhau để đá giao hữu, như sân Lạch Tray ở Hải Phòng, sân Thiên Trường ở Nam Định và sân Gò Đậu ở Bình Dương.
| Sân nhà của đội tuyển bóng đá quốc gia Việt Nam | Sân nhà của đội tuyển bóng đá quốc gia Việt Nam | Sân nhà của đội tuyển bóng đá quốc gia Việt Nam | Sân nhà của đội tuyển bóng đá quốc gia Việt Nam | Sân nhà của đội tuyển bóng đá quốc gia Việt Nam                   |
| Hình ảnh                                        | Sân vận động                                    | Sức chứa                                        | Địa điểm                                        | Trận đấu cuối cùng                                                |
| ----------------------------------------------- | ----------------------------------------------- | ----------------------------------------------- | ----------------------------------------------- | ----------------------------------------------------------------- |
|                                                 | Sân vận động Quốc gia Mỹ Đình                   | 40.192                                          | Nam Từ Liêm, Hà Nội                             | v Thái Lan (10 tháng 9 năm 2024; LPBank Cup 2024)                 |
|                                                 | Sân vận động Thiên Trường                       | 30.000                                          | Nam Định                                        | v Ấn Độ (12 tháng 10 năm 2024; Giao hữu)                          |
|                                                 | Sân vận động Lạch Tray                          | 30.000                                          | Hải Phòng                                       | v Hồng Kông (15 tháng 6 năm 2023; Giao hữu)                       |
|                                                 | Sân vận động Hàng Đẫy                           | 22.500                                          | Đống Đa, Hà Nội                                 | v Philippines (14 tháng 12 năm 2022; Giao hữu)                    |
|                                                 | Sân vận động Cẩm Phả                            | 20.000                                          | Cẩm Phả, Quảng Ninh                             | v U-22 Việt Nam (23 tháng 12 năm 2020; Giao hữu không chính thức) |
|                                                 | Sân vận động Gò Đậu                             | 18.250                                          | Thủ Dầu Một, Bình Dương                         | v Lào (25 tháng 3 năm 2025; Vòng loại Asian Cup 2027)             |
|                                                 | Sân vận động Việt Trì                           | 18.000                                          | Việt Trì, Phú Thọ                               | v Thái Lan (2 tháng 1 năm 2025; ASEAN Cup 2024)                   |
|                                                 | Sân vận động Thống Nhất                         | 15.000                                          | Quận 10, Thành phố Hồ Chí Minh                  | v Ấn Độ (27 tháng 9 năm 2022; VFF Cup 2022)                       |

### Kình địch
Đội tuyển Việt Nam có sự kình địch chủ yếu với các đối thủ thuộc khu vực Đông Nam Á, bắt nguồn từ sự gần gũi về mặt địa lý giữa các quốc gia và tính cạnh tranh cao giữa các đội bóng ở những giải đấu khu vực, trong đó đáng chú ý nhất là các cuộc đối đầu với Thái Lan, Indonesia, Singapore và Malaysia.
| Kình địch | Số trận | Thắng | Hòa | Thua | BT | BB | Hiệu số | Tỉ lệ thắng (%) | Chi tiết     |
| --------- | ------- | ----- | --- | ---- | -- | -- | ------- | --------------- | ------------ |
| Thái Lan  | 31      | 5     | 9   | 17   | 27 | 53 | −26     | 016,13          | Các trận đấu |
| Indonesia | 31      | 9     | 11  | 11   | 35 | 36 | −1      | 029,03          |              |
| Malaysia  | 24      | 15    | 3   | 6    | 34 | 24 | +10     | 062,50          |              |
| Singapore | 23      | 10    | 9   | 4    | 28 | 16 | +12     | 043,48          |              |

#### Thái Lan

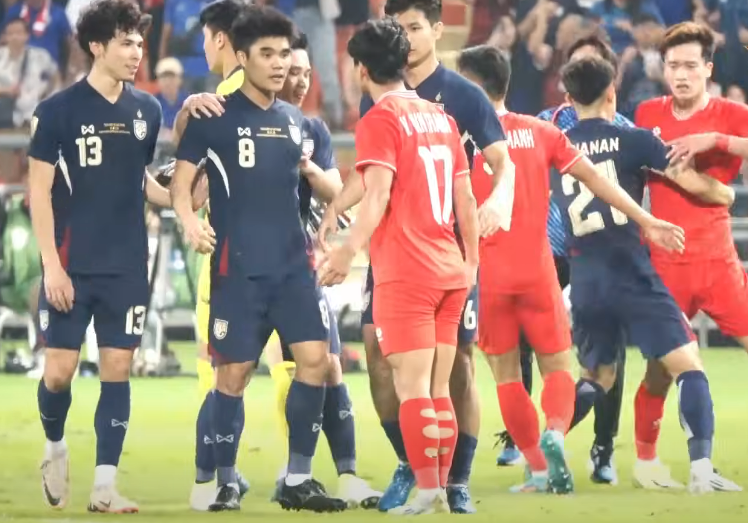
Một tình huống căng thẳng trong trận đấu chung kết lượt về ASEAN Cup 2024 giữa 2 đội tuyển Thái Lan và Việt Nam.

Thái Lan, với bề dày thành tích vượt trội ở Đông Nam Á, luôn được xem là đối thủ lớn nhất của Việt Nam ở các giải đấu khu vực kể từ khi bóng đá Việt Nam quay lại đấu trường quốc tế vào năm 1991. Trong giai đoạn này, bóng đá Việt Nam thường xuyên bị Thái Lan lấn át về thành tích đối đầu lẫn danh hiệu, đặc biệt là hai thất bại liên tiếp trong hai trận chung kết SEA Games các năm 1995 và 1999, cùng với những trận thua tâm phục khẩu phục tại AFF Cup và vòng loại World Cup. Điều đó khiến các phương tiện truyền thông và người hâm mộ nhất là của Việt Nam, với sự so bì cao, thường đem đội tuyển ra so sánh với Thái Lan và luôn muốn Việt Nam phải hơn Thái Lan ở mọi phương diện, dù là ở giải giao hữu, giải trẻ (SEA Games), giải đấu khu vực (AFF Cup), vòng loại của các giải lớn hơn (AFC Asian Cup, FIFA World Cup), hay thậm chí ngay cả trên bảng xếp hạng FIFA. Đối với nhiều người hâm mộ, không cần biết sức mạnh đội tuyển Việt Nam so với châu Á hay thế giới như thế nào, tiến bộ được bao nhiêu, chỉ cần Việt Nam mạnh nhất ở Đông Nam Á hoặc hơn Thái Lan là đủ.
Kể từ khi tái hội nhập với bóng đá quốc tế năm 1991, Việt Nam đã đối đầu với Thái Lan 31 trận ở cấp độ đội tuyển quốc gia, nhưng hoàn toàn lép vế khi chỉ có 5 chiến thắng, còn lại là 9 trận hòa và 17 trận thua. Mặc dù đã có hai lần thắng được Thái Lan trên sân nhà và là đội tuyển Đông Nam Á duy nhất từng khuất phục Thái Lan ngay trên sân khách ở một kỳ AFF Cup, Việt Nam lại chưa từng thắng được đối thủ kỵ dơ này trên sân Mỹ Đình - sân nhà chính của đội kể từ năm 2003. Lần gần nhất hai đội gặp nhau là ở chung kết ASEAN Cup 2024, khi Việt Nam đánh bại Thái Lan cả hai lượt trận, bao gồm chiến thắng 2-1 trên sân nhà Việt Trì ở lượt đi trước khi quật ngã Bầy Voi Chiến 3-2 trên sân khách Rajamangala ở lượt về để qua đó giành chức vô địch giải đấu.

#### Indonesia
Indonesia được xem là đối thủ khó chịu và nhiều duyên nợ nhất với đội tuyển Việt Nam. Các trận đấu giữa hai đội thường diễn ra cân bằng, quyết liệt và có nhiều va chạm xảy ra từ các cầu thủ hai bên. Trong suốt giai đoạn 20 năm từ 1999 đến 2019, Việt Nam chỉ hòa và thua khi đối đầu với Indonesia tại các giải đấu chính thức. Chuỗi trận không thắng này bắt đầu kể từ sau trận thắng 1–0 trước Indonesia ngày 12 tháng 8 năm 1999 tại bán kết SEA Games 1999, và kéo dài qua 12 trận với 7 trận hòa và 5 trận thua, trước khi chấm dứt bằng chiến thắng 3–1 trên sân của Indonesia ngày 15 tháng 10 năm 2019 tại vòng loại thứ hai của World Cup 2022, cũng là lần đầu tiên Việt Nam thắng được đội bóng xứ vạn đảo trên sân khách. Trong giai đoạn này, Việt Nam chỉ có một lần thắng Indonesia 3–2 trong trận đấu giao hữu trên sân Mỹ Đình ngày 8 tháng 11 năm 2016.
Hiện tại, Việt Nam đang có thành tích đối đầu bất lợi hơn Indonesia với 9 trận thắng, 11 trận thua, còn lại là 11 trận hòa, sau 31 lần đối đầu kể từ năm 1991. Đây là đối thủ Đông Nam Á duy nhất mà Việt Nam từng đối đầu ở Cúp bóng đá châu Á, khi hai đội gặp nhau ở lượt hai vòng bảng giải đấu năm 2023 với chiến thắng 1–0 cho Indonesia, trận thắng giúp Tim Garuda lọt vào vòng loại trực tiếp còn Việt Nam bị loại. Ở cuộc đối đầu gần nhất giữa hai đội tại vòng bảng ASEAN Cup 2024, Việt Nam đã đánh bại Indonesia 1–0 trên sân vận động Việt Trì ở Phú Thọ.

#### Singapore
Khi Singapore vẫn còn là một thế lực của bóng đá Đông Nam Á, đội tuyển nước này được xem là một đối trọng lớn của Việt Nam tại AFF Cup. Hai đội đã đối đầu với nhau 23 trận kể từ năm 1991, trong đó Việt Nam chiếm ưu thế với 10 trận thắng, 9 trận hòa và 4 trận thua. Sau thất bại 0-1 trước đội bóng đảo quốc sư tử trong trận chung kết AFF Cup 1998, Việt Nam đang duy trì chuỗi trận bất bại trước Singapore cho đến hiện tại, bao gồm chiến thắng trước đối thủ này ở bán kết AFF Cup 2008, giải đấu mà Việt Nam lên ngôi vô địch. Điều đáng chú ý là hầu hết các trận mà Việt Nam hoặc Singapore giành chiến thắng đều có cách biệt rất sít sao, ngoài ra có đến năm trận mà hai đội hòa nhau không bàn thắng.
Với sự sa sút của bóng đá Singapore từ sau năm 2012, các cuộc đối đầu giữa hai đội dần trở nên ít được quan tâm hơn. Tại lần gần nhất đối đầu trong một giải đấu chính thức, Việt Nam đánh bại Singapore trong cả hai lượt trận bán kết ASEAN Cup 2024, bao gồm các trận thắng 2-0 trên sân khách Jalan Besar ở lượt đi và 3-1 trên sân nhà Việt Trì ở lượt về.

#### Malaysia

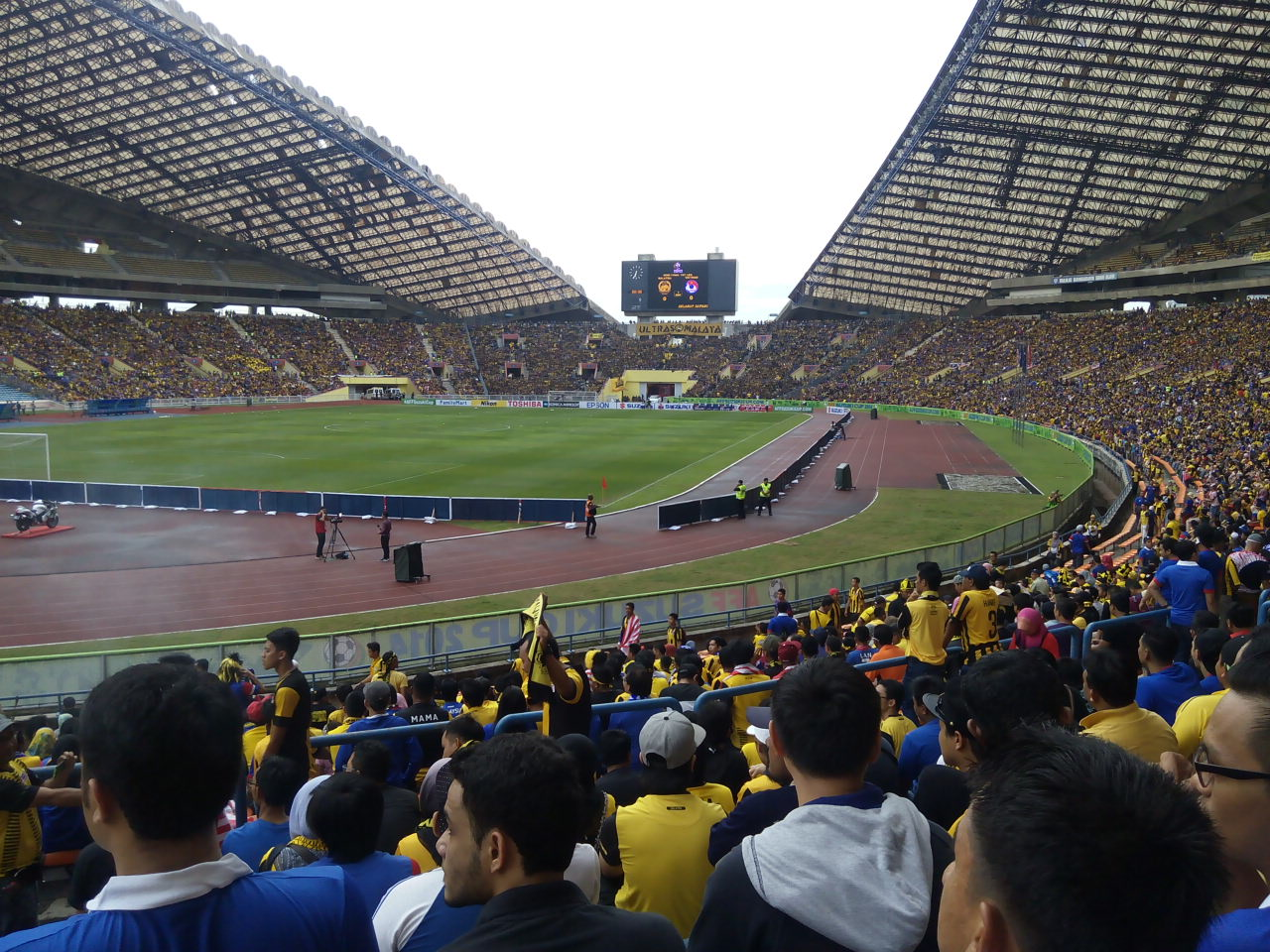
Hình ảnh trước trận đấu bán kết lượt đi AFF Cup 2014 giữa đội tuyển Malaysia và đội tuyển Việt Nam tại Sân vận động Shah Alam.

Cùng với Thái Lan và Indonesia, Malaysia hiện được xem là một trong ba đối thủ cạnh tranh chính của Việt Nam ở các giải đấu khu vực Đông Nam Á. Khác với hai đối thủ trên, Việt Nam tỏ ra áp đảo về thành tích đối đầu trước Harimau Malaya với 15 trận thắng, ba trận hòa và chỉ sáu thất bại trong 24 lần chạm trán với đối thủ này kể từ năm 1991. Hai đội từng đối đầu trong trận chung kết AFF Cup 2018, với chiến thắng chung cuộc 3–2 dành cho Việt Nam. Đội từng duy trì mạch trận bất bại lên đến 11 năm trước Malaysia, kéo dài từ sau trận thua 2-4 ở bán kết lượt về AFF Suzuki Cup 2014 vào ngày 11 tháng 12 năm 2014 trên sân Mỹ Đình, trải qua 7 trận thắng và 1 trận hòa, cho đến ngày 10 tháng 6 năm 2025 khi thảm bại 0-4 trước Harimau Malaya trên sân khách Bukit Jalil ở vòng loại thứ ba Asian Cup 2027.

## Thành phần ban huấn luyện

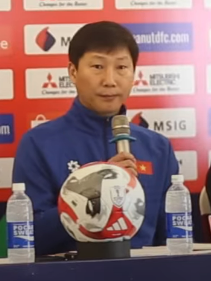
Kim Sang-sik là huấn luyện viên trưởng hiện tại của đội tuyển quốc gia Việt Nam.

| Vị trí                        | Họ tên           |
| ----------------------------- | ---------------- |
| Huấn luyện viên trưởng        | Kim Sang-sik     |
| Trợ lý huấn luyện viên        | Lee Jung-soo     |
| Trợ lý huấn luyện viên        | Nam Gung-do      |
| Trợ lý huấn luyện viên        | Lưu Danh Minh    |
| Trợ lý huấn luyện viên        | Đinh Hồng Vinh   |
| Huấn luyện viên thủ môn       | Lee Woon-jae     |
| Huấn luyện viên thể lực       | Cédric Roger     |
| Huấn luyện viên thể lực       | Yoon Dong-hun    |
| Bác sĩ                        | Trần Huy Thọ     |
| Bác sĩ                        | Tuấn Nguyên Giáp |
| Phiên dịch viên               | Đỗ Anh Văn       |
| Chuyên gia phân tích trận đấu | Nguyễn Anh Tuấn  |
| Săn sóc viên                  | Đinh Kim Tuấn    |
| Giám đốc kĩ thuật             | Koshida Takeshi  |
| Trưởng đoàn                   | Nguyễn Anh Tuấn  |

## Cầu thủ
Danh sách 23 cầu thủ được triệu tập cho trận đấu tại vòng loại Asian Cup 2027 gặp Malaysia vào ngày 10 tháng 6 năm 2025.
Số lần ra sân và số bàn thắng được cập nhật đến ngày 10 tháng 6 năm 2025, sau trận đấu với  Malaysia tại vòng loại Asian Cup 2027.
| Số | VT | Cầu thủ                    | Ngày sinh (tuổi)  | Trận | Bàn | Câu lạc bộ         |
| -- | -- | -------------------------- | ----------------- | ---- | --- | ------------------ |
|    | TM | Nguyễn Filip               | 14 tháng 9, 1992  | 12   | 0   | Công an Hà Nội     |
|    | TM | Nguyễn Đình Triệu          | 4 tháng 11, 1991  | 11   | 0   | Hải Phòng          |
|    | TM | Trần Trung Kiên            | 9 tháng 2, 2003   | 0    | 0   | Hoàng Anh Gia Lai  |
|    |    |                            |                   |      |     |                    |
|    | HV | Cao Pendant Quang Vinh     | 9 tháng 2, 1997   | 1    | 0   | Công an Hà Nội     |
|    | HV | Bùi Tiến Dũng              | 2 tháng 10, 1995  | 60   | 1   | Thể Công – Viettel |
|    | HV | Trương Tiến Anh            | 25 tháng 4, 1999  | 16   | 1   | Thể Công – Viettel |
|    | HV | Nguyễn Thành Chung         | 8 tháng 9, 1997   | 36   | 0   | Hà Nội             |
|    | HV | Đỗ Duy Mạnh (đội trưởng)   | 29 tháng 9, 1996  | 68   | 1   | Hà Nội             |
|    | HV | Phạm Xuân Mạnh             | 27 tháng 3, 1996  | 21   | 0   | Hà Nội             |
|    | HV | Đặng Văn Tới               | 20 tháng 1, 1999  | 0    | 0   | HPFC               |
|    | HV | Phạm Lý Đức                | 14 tháng 2, 2003  | 1    | 0   | Hoàng Anh Gia Lai  |
|    | HV | Nguyễn Văn Vĩ              | 12 tháng 2, 1998  | 12   | 4   | Thép Xanh Nam Định |
|    |    |                            |                   |      |     |                    |
|    | TV | Nguyễn Quang Hải (đội phó) | 12 tháng 4, 1997  | 76   | 14  | Công an Hà Nội     |
|    | TV | Khuất Văn Khang            | 11 tháng 5, 2003  | 21   | 1   | Thể Công – Viettel |
|    | TV | Nguyễn Đức Chiến           | 24 tháng 8, 1998  | 5    | 0   | Thể Công – Viettel |
|    | TV | Nguyễn Hai Long            | 27 tháng 8, 2000  | 11   | 4   | Hà Nội             |
|    | TV | Võ Hoàng Minh Khoa         | 12 tháng 3, 2001  | 2    | 0   | Becamex Bình Dương |
|    | TV | Nguyễn Hoàng Đức           | 11 tháng 1, 1998  | 51   | 2   | Phù Đổng Ninh Bình |
|    | TV | Châu Ngọc Quang            | 1 tháng 2, 1996   | 13   | 2   | Hoàng Anh Gia Lai  |
|    |    |                            |                   |      |     |                    |
|    | TĐ | Phạm Tuấn Hải              | 19 tháng 5, 1998  | 38   | 8   | Hà Nội             |
|    | TĐ | Nguyễn Tiến Linh (đội phó) | 20 tháng 10, 1997 | 62   | 25  | Becamex Bình Dương |
|    | TĐ | Đinh Thanh Bình            | 19 tháng 3, 1998  | 11   | 0   | Phù Đổng Ninh Bình |
|    | TĐ | Nguyễn Quốc Việt           | 4 tháng 5, 2003   | 0    | 0   | Phù Đổng Ninh Bình |

### Được triệu tập gần đây
Dưới đây là những cầu thủ được triệu tập lên đội tuyển trong 12 tháng qua. 
| Vt | Cầu thủ               | Ngày sinh (tuổi)  | Số trận | Bt | Câu lạc bộ             | Lần cuối triệu tập                      |
| --- | --------------------- | ----------------- | ------- | -- | ---------------------- | --------------------------------------- |
| TM | Nguyễn Văn Việt       | 12 tháng 7, 2002  | 1       | 0  | Sông Lam Nghệ An       | v. Lào, 25 tháng 3 năm 2025             |
| TM | Trịnh Xuân Hoàng      | 6 tháng 11, 2000  | 0       | 0  | Đông Á Thanh Hóa       | v. Lào, 25 tháng 3 năm 2025             |
| TM | Đặng Văn Lâm          | 13 tháng 8, 1993  | 44      | 0  | Phù Đổng Ninh Bình     | ASEAN Cup 2024PRE                       |
| |                       |                   |         |    |                        |                                         |
| HV | Bùi Hoàng Việt Anh    | 1 tháng 1, 1999   | 23      | 1  | Công an Hà Nội         | v. Malaysia, 10 tháng 6 năm 2025PRE INJ |
| HV | Nguyễn Thanh Bình     | 2 tháng 11, 2000  | 26      | 1  | Thể Công – Viettel     | v. Malaysia, 10 tháng 6 năm 2025PRE INJ |
| HV | Vũ Văn Thanh          | 14 tháng 4, 1996  | 58      | 5  | Công an Hà Nội         | v. Lào, 25 tháng 3 năm 2025INJ          |
| HV | Hồ Tấn Tài            | 6 tháng 11, 1997  | 31      | 4  | Becamex Bình Dương     | ASEAN Cup 2024INJ                       |
| HV | Quế Ngọc Hải          | 15 tháng 5, 1993  | 80      | 6  | Becamex Bình Dương     | v. Ấn Độ, 12 tháng 10 năm 2024          |
| HV | Nguyễn Phong Hồng Duy | 13 tháng 6, 1996  | 36      | 0  | Thép Xanh Nam Định     | v. Ấn Độ, 12 tháng 10 năm 2024          |
| HV | Giáp Tuấn Dương       | 7 tháng 9, 2002   | 5       | 0  | Công an Hà Nội         | v. Ấn Độ, 12 tháng 10 năm 2024PRE       |
| HV | Phan Tuấn Tài         | 7 tháng 1, 2001   | 18      | 0  | Thể Công – Viettel     | LPBank Cup 2024                         |
| |                       |                   |         |    |                        |                                         |
| TV | Nguyễn Thái Sơn       | 13 tháng 7, 2003  | 13      | 0  | Đông Á Thanh Hóa       | v. Lào, 25 tháng 3 năm 2025             |
| TV | Doãn Ngọc Tân         | 15 tháng 8, 1994  | 8       | 1  | Đông Á Thanh Hóa       | v. Lào, 25 tháng 3 năm 2025INJ          |
| TV | Triệu Việt Hưng       | 19 tháng 1, 1997  | 4       | 0  | Hải Phòng              | v. Lào, 25 tháng 3 năm 2025             |
| TV | Trần Bảo Toàn         | 14 tháng 7, 2000  | 0       | 0  | Hoàng Anh Gia Lai      | v. Lào, 25 tháng 3 năm 2025             |
| TV | Lê Phạm Thành Long    | 5 tháng 6, 1996   | 8       | 0  | Công an Hà Nội         | ASEAN Cup 2024                          |
| TV | Nguyễn Văn Trường     | 10 tháng 9, 2003  | 6       | 0  | Hà Nội                 | ASEAN Cup 2024PRE                       |
| TV | Đỗ Hùng Dũng          | 8 tháng 9, 1993   | 46      | 1  | Hà Nội                 | v. Ấn Độ, 12 tháng 10 năm 2024          |
| TV | Tô Văn Vũ             | 20 tháng 10, 1993 | 1       | 0  | Thép Xanh Nam Định     | v. Ấn Độ, 12 tháng 10 năm 2024          |
| TV | Nguyễn Tuấn Anh       | 16 tháng 5, 1995  | 48      | 1  | Thép Xanh Nam Định     | LPBank Cup 2024                         |
| |                       |                   |         |    |                        |                                         |
| TĐ | Bùi Vĩ Hào            | 24 tháng 2, 2003  | 12      | 2  | Becamex Bình Dương     | v. Lào, 25 tháng 3 năm 2025INJ          |
| TĐ | Nguyễn Văn Toàn       | 12 tháng 4, 1996  | 68      | 8  | Thép Xanh Nam Định     | ASEAN Cup 2024INJ                       |
| TĐ | Nguyễn Công Phượng    | 21 tháng 1, 1995  | 56      | 12 | Trường Tươi Bình Phước | v. Malaysia, 10 tháng 6 năm 2025PRE INJ |
| TĐ | Nguyễn Xuân Son       | 30 tháng 3, 1997  | 4       | 7  | Thép Xanh Nam Định     | ASEAN Cup 2024INJ                       |
| TĐ | Phan Văn Đức          | 11 tháng 4, 1996  | 45      | 5  | Công an Hà Nội         | ASEAN Cup 2024PRE                       |
| TĐ | Nguyễn Đình Bắc       | 19 tháng 8, 2004  | 11      | 2  | Công an Hà Nội         | ASEAN Cup 2024PRE                       |
| TĐ | Nguyễn Văn QuyếtRET   | 1 tháng 7, 1991   | 60      | 16 | Hà Nội                 | v. Ấn Độ, 12 tháng 10 năm 2024          |
| TĐ | Nguyễn Văn Tùng       | 2 tháng 6, 2001   | 5       | 0  | Hà Nội                 | LPBank Cup 2024                         |
| Notes - INJ Rút lui vì chấn thương - PRE Chỉ nằm trong danh sách sơ bộ - RET Từ giã đội tuyển - SUS Rút lui vì án treo giò - WD Rút lui vì lý do không liên quan đến chấn thương |                       |                   |         |    |                        |                                         |

## Lịch thi đấu và kết quả
Dưới đây là kết quả các trận đã đấu trong 12 tháng qua, cũng như bất kỳ trận đấu nào đã được lên lịch trong tương lai.

### 2024
| 5 tháng 9 LPBank Cup 2024 | Việt Nam | 0–3      | Nga                                                    | Hà Nội, Việt Nam                                          |  |
| 20:00 UTC+7               |          | Chi tiết | - Kuzyayev 24' - Vũ Văn Thanh 62' (l.n.) - Musayev 77' | Sân vận động: Mỹ Đình Trọng tài: Yusri Mohamad (Malaysia) |  |

| 10 tháng 9 LPBank Cup 2024 | Việt Nam               | 1–2      | Thái Lan                        | Hà Nội, Việt Nam                                           |  |
| 20:00 UTC+7                | - Nguyễn Tiến Linh 21' | Chi tiết | - Suphanat 26' - Gustavsson 40' | Sân vận động: Mỹ Đình Trọng tài: Suhaizi Shukri (Malaysia) |  |

| 9 tháng 10 Giao hữu hỗn hợp1 | Việt Nam                       | 3–2      | Thép Xanh Nam Định | Hà Nội, Việt Nam                                                       |  |
| 17:00 UTC+7 | - Nguyễn Thái Sơn - Bùi Vĩ Hào | Chi tiết | - Silva - Wálber   | Sân vận động: Trung tâm đào tạo bóng đá trẻ Việt Nam Lượng khán giả: 0 |  |
| Ghi chú: Do đội tuyển Liban bất ngờ rút lui khỏi VFF Cup 2024 cùng với thời gian hạn chế để tìm đối thủ thay thế, Việt Nam chọn đội đương kim vô địch V-League 1 Thép Xanh Nam Định làm đối thủ giao hữu, đồng thời hủy giải VFF Cup 2024 |                                |          |                    |                                                                        |  |

| 12 tháng 10 Giao hữu                                                                              | Việt Nam         | 1–1      | Ấn Độ           | Nam Định, Việt Nam                                                                                |  |
| 19:30 UTC+7                                                                                       | - Bùi Vĩ Hào 38' | Chi tiết | - Choudhary 53' | Sân vận động: Sân vận động Thiên Trường Lượng khán giả: 8,239 Trọng tài: Choi Hyun-jai (Hàn Quốc) |  |
| Ghi chú: Do đội tuyển Liban rút lui khỏi VFF Cup 2024 nên Việt Nam chỉ thi đấu một trận với Ấn Độ |                  |          |                 |                                                                                                   |  |

| 9 tháng 12 Vòng bảng ASEAN Cup 2024 | Lào                      | 1–4 | Việt Nam                                                                               | Viêng Chăn, Lào                                                                                       |  |
| 20:00 UTC+7                         | - Bounkong 90+5' (ph.đ.) |     | - Nguyễn Hai Long 58' - Nguyễn Tiến Linh 63' - Nguyễn Văn Toàn 69' - Nguyễn Văn Vĩ 82' | Sân vận động: Sân vận động Quốc gia Lào mới Lượng khán giả: 10,685 Trọng tài: Ko Hyung-jin (Hàn Quốc) |  |

| 15 tháng 12 Vòng bảng ASEAN Cup 2024 | Việt Nam               | 1–0 | Indonesia | Phú Thọ, Việt Nam                                                                                      |  |
| 20:00 UTC+7                          | - Nguyễn Quang Hải 77' |     |           | Sân vận động: Sân vận động Việt Trì Lượng khán giả: 16,669 Trọng tài: Abdullah Al Shehri (Ả Rập Xê Út) |  |

| 18 tháng 12 Vòng bảng ASEAN Cup 2024 | Philippines  | 1–1 | Việt Nam              | Manila, Philippines                                                                                               |  |
| 20:00 UTC+7                          | - Gayoso 68' |     | - Doãn Ngọc Tân 90+7' | Sân vận động: Sân vận động tưởng niệm Rizal Lượng khán giả: 3,346 Trọng tài: Akobirxuja Shukurullaev (Uzbekistan) |  |

| 21 tháng 12 Vòng bảng ASEAN Cup 2024 | Việt Nam                                                                                    | 5–0 | Myanmar | Phú Thọ, Việt Nam                                                                              |  |
| 20:00 UTC+7                          | - Bùi Vĩ Hào 48' - Nguyễn Xuân Son 55', 90' - Nguyễn Quang Hải 74' - Nguyễn Tiến Linh 90+2' |     |         | Sân vận động: Sân vận động Việt Trì Lượng khán giả: 16,869 Trọng tài: Koki Nagamine (Nhật Bản) |  |

| 26 tháng 12 Bán kết lượt đi ASEAN Cup 2024 | Singapore | 0–2 | Việt Nam                                                   | Kallang, Singapore                                                                              |  |
| 21:00 UTC+8                                |           |     | - Nguyễn Tiến Linh 90+11' (ph.đ.) - Nguyễn Xuân Son 90+14' | Sân vận động: Sân vận động Jalan Besar Lượng khán giả: 3,400 Trọng tài: Kim Woo-Sung (Hàn Quốc) |  |

| 29 tháng 12 Bán kết lượt về ASEAN Cup 2024 | Việt Nam                                                              | 3–1 | Singapore      | Phú Thọ, Việt Nam                                                                                   |  |
| 20:00 UTC+7                                | - Nguyễn Xuân Son 45+1' (ph.đ.), 63' - Nguyễn Tiến Linh 90+3' (ph.đ.) |     | - Nakamura 74' | Sân vận động: Sân vận động Việt Trì Lượng khán giả: 15,583 Trọng tài: Rustam Lutfullin (Uzbekistan) |  |

### 2025
| 2 tháng 1 Chung kết lượt đi ASEAN Cup 2024 | Việt Nam                 | 2–1 | Thái Lan   | Phú Thọ, Việt Nam                                                                           |  |
| 20:00 UTC+7                                | Nguyễn Xuân Son 59', 73' |     | Aukkee 83' | Sân vận động: Sân vận động Việt Trì Lượng khán giả: 15,604 Trọng tài: Salman Falahi (Qatar) |  |

| 5 tháng 1 Chung kết lượt về ASEAN Cup 2024 | Thái Lan                   | 2–3 | Việt Nam                                                       | Băng Cốc, Thái Lan                                                                               |  |
| 20:00 UTC+7                                | - Davis 28' - Supachok 64' |     | - Phạm Tuấn Hải 8' - Pansa 82' (l.n.) - Nguyễn Hai Long 90+20' | Sân vận động: Sân vận động Rajamangala Lượng khán giả: 46,982 Trọng tài: Ko Hyung-jin (Hàn Quốc) |  |

| 19 tháng 3 Giao hữu | Việt Nam                                  | 2–1 | Campuchia    | Bình Dương, Việt Nam                                                   |  |
| 19:30 UTC+7         | - Nguyễn Hai Long 26' - Nguyễn Văn Vĩ 35' |     | - Samuel 64' | Sân vận động: Sân vận động Gò Đậu Trọng tài: Đàm Bỉnh Hoán (Hồng Kông) |  |

| 25 tháng 3 Vòng loại Asian Cup 2027 | Việt Nam                                                                                    | 5–0 | Lào | Bình Dương, Việt Nam                                                                        |  |
| 19:30 UTC+7                         | - Châu Ngọc Quang 11' - Nguyễn Văn Vĩ 44', 50' - Nguyễn Hai Long 63' - Nguyễn Quang Hải 84' |     |     | Sân vận động: Sân vận động Gò Đậu Lượng khán giả: 11.068 Trọng tài: Mohammad Al-Mulla (UAE) |  |

| 10 tháng 6 Vòng loại Asian Cup 2027 | Malaysia                                                    | 4–0                 | Việt Nam | Kuala Lumpur, Malaysia                                                                                      |  |
| 21:00 UTC+8                         | - Figueiredo 49' - Holgado 58' - Corbin-Ong 67' - Cools 88' | Report Report (AFC) |          | Sân vận động: Sân vận động Quốc gia Bukit Jalil Lượng khán giả: 61,512 Trọng tài: Hussein Abu Yehia (Liban) |  |

| 9 tháng 10 Vòng loại Asian Cup 2027 | Việt Nam | v | Nepal | Bình Dương, Việt Nam              |
|                                     |          |   |       | Sân vận động: Sân vận động Gò Đậu |

| 14 tháng 10 Vòng loại Asian Cup 2027 | Nepal | v | Việt Nam | Nepal |  |
|                                      |       |   |          |       |  |

| 18 tháng 11 Vòng loại Asian Cup 2027 | Lào | v | Việt Nam | Viêng Chăn, Lào |
| --:-- UTC+7                          |     |   |          |                 |

### 2026
| 31 tháng 3 Vòng loại Asian Cup 2027 | Việt Nam | v | Malaysia | Việt Nam |  |
|                                     |          |   |          |          |  |

## Thống kê thành tích quốc tế

### World Cup
| Vòng chung kết | Vòng chung kết           | Vòng chung kết           | Vòng chung kết           | Vòng chung kết           | Vòng chung kết           | Vòng chung kết           | Vòng chung kết           | Vòng loại     | Vòng loại     | Vòng loại     | Vòng loại     | Vòng loại     | Vòng loại     |               |
| Năm            | Kết quả                  | ST                       | T                        | H                        | B                        | BT                       | BB                       | ST            | T             | H             | B             | BT            | BB            |               |
| -------------- | ------------------------ | ------------------------ | ------------------------ | ------------------------ | ------------------------ | ------------------------ | ------------------------ | ------------- | ------------- | ------------- | ------------- | ------------- | ------------- | ------------- |
| 1994           | Không vượt qua vòng loại | Không vượt qua vòng loại | Không vượt qua vòng loại | Không vượt qua vòng loại | Không vượt qua vòng loại | Không vượt qua vòng loại | Không vượt qua vòng loại | 8             | 1             | 0             | 7             | 4             | 18            |               |
| 1998           | Không vượt qua vòng loại | Không vượt qua vòng loại | Không vượt qua vòng loại | Không vượt qua vòng loại | Không vượt qua vòng loại | Không vượt qua vòng loại | Không vượt qua vòng loại | 6             | 0             | 0             | 6             | 2             | 21            |               |
| 2002           | Không vượt qua vòng loại | Không vượt qua vòng loại | Không vượt qua vòng loại | Không vượt qua vòng loại | Không vượt qua vòng loại | Không vượt qua vòng loại | Không vượt qua vòng loại | 6             | 3             | 1             | 2             | 9             | 9             |               |
| 2006           | Không vượt qua vòng loại | Không vượt qua vòng loại | Không vượt qua vòng loại | Không vượt qua vòng loại | Không vượt qua vòng loại | Không vượt qua vòng loại | Không vượt qua vòng loại | 6             | 1             | 1             | 4             | 5             | 9             |               |
| 2010           | Không vượt qua vòng loại | Không vượt qua vòng loại | Không vượt qua vòng loại | Không vượt qua vòng loại | Không vượt qua vòng loại | Không vượt qua vòng loại | Không vượt qua vòng loại | 2             | 0             | 0             | 2             | 0             | 6             |               |
| 2014           | Không vượt qua vòng loại | Không vượt qua vòng loại | Không vượt qua vòng loại | Không vượt qua vòng loại | Không vượt qua vòng loại | Không vượt qua vòng loại | Không vượt qua vòng loại | 4             | 3             | 0             | 1             | 15            | 5             |               |
| 2018           | Không vượt qua vòng loại | Không vượt qua vòng loại | Không vượt qua vòng loại | Không vượt qua vòng loại | Không vượt qua vòng loại | Không vượt qua vòng loại | Không vượt qua vòng loại | 6             | 2             | 1             | 3             | 7             | 8             |               |
| 2022           | Không vượt qua vòng loại | Không vượt qua vòng loại | Không vượt qua vòng loại | Không vượt qua vòng loại | Không vượt qua vòng loại | Không vượt qua vòng loại | Không vượt qua vòng loại | 18            | 6             | 3             | 9             | 21            | 24            |               |
| 2026           | Không vượt qua vòng loại | Không vượt qua vòng loại | Không vượt qua vòng loại | Không vượt qua vòng loại | Không vượt qua vòng loại | Không vượt qua vòng loại | Không vượt qua vòng loại | 6             | 2             | 0             | 4             | 6             | 10            |               |
| 2030           | Chưa xác định            | Chưa xác định            | Chưa xác định            | Chưa xác định            | Chưa xác định            | Chưa xác định            | Chưa xác định            | Chưa xác định | Chưa xác định | Chưa xác định | Chưa xác định | Chưa xác định | Chưa xác định | Chưa xác định |
| 2034           | Chưa xác định            | Chưa xác định            | Chưa xác định            | Chưa xác định            | Chưa xác định            | Chưa xác định            | Chưa xác định            | Chưa xác định | Chưa xác định | Chưa xác định | Chưa xác định | Chưa xác định | Chưa xác định | Chưa xác định |
| Tổng           |                          |                          |                          |                          |                          |                          |                          | 62            | 17            | 6             | 37            | 65            | 105           |               |

### Asian Cup
| Vòng chung kết | Vòng chung kết           | Vòng chung kết           | Vòng chung kết           | Vòng chung kết           | Vòng chung kết           | Vòng chung kết           | Vòng chung kết           | Vòng loại | Vòng loại | Vòng loại | Vòng loại | Vòng loại | Vòng loại |
| Năm            | Kết quả                  | ST                       | T                        | H                        | B                        | BT                       | BB                       | ST        | T         | H         | B         | BT        | BB        |
| -------------- | ------------------------ | ------------------------ | ------------------------ | ------------------------ | ------------------------ | ------------------------ | ------------------------ | --------- | --------- | --------- | --------- | --------- | --------- |
| 1996           | Không vượt qua vòng loại | Không vượt qua vòng loại | Không vượt qua vòng loại | Không vượt qua vòng loại | Không vượt qua vòng loại | Không vượt qua vòng loại | Không vượt qua vòng loại | 3         | 2         | 0         | 1         | 13        | 5         |
| 2000           | Không vượt qua vòng loại | Không vượt qua vòng loại | Không vượt qua vòng loại | Không vượt qua vòng loại | Không vượt qua vòng loại | Không vượt qua vòng loại | Không vượt qua vòng loại | 3         | 2         | 0         | 1         | 14        | 2         |
| 2004           | Không vượt qua vòng loại | Không vượt qua vòng loại | Không vượt qua vòng loại | Không vượt qua vòng loại | Không vượt qua vòng loại | Không vượt qua vòng loại | Không vượt qua vòng loại | 6         | 3         | 0         | 3         | 8         | 13        |
| 2007           | Tứ kết                   | 4                        | 1                        | 1                        | 2                        | 4                        | 7                        | Chủ nhà   | Chủ nhà   | Chủ nhà   | Chủ nhà   | Chủ nhà   | Chủ nhà   |
| 2011           | Không vượt qua vòng loại | Không vượt qua vòng loại | Không vượt qua vòng loại | Không vượt qua vòng loại | Không vượt qua vòng loại | Không vượt qua vòng loại | Không vượt qua vòng loại | 6         | 1         | 2         | 3         | 6         | 11        |
| 2015           | Không vượt qua vòng loại | Không vượt qua vòng loại | Không vượt qua vòng loại | Không vượt qua vòng loại | Không vượt qua vòng loại | Không vượt qua vòng loại | Không vượt qua vòng loại | 6         | 1         | 0         | 5         | 5         | 15        |
| 2019           | Tứ kết                   | 5                        | 1                        | 1                        | 3                        | 5                        | 7                        | 6         | 2         | 4         | 0         | 9         | 3         |
| 2023           | Vòng bảng                | 3                        | 0                        | 0                        | 3                        | 4                        | 8                        | 8         | 5         | 2         | 1         | 13        | 5         |
| 2027           | Vòng loại đang diễn ra   | Vòng loại đang diễn ra   | Vòng loại đang diễn ra   | Vòng loại đang diễn ra   | Vòng loại đang diễn ra   | Vòng loại đang diễn ra   | Vòng loại đang diễn ra   | 2         | 1         | 0         | 1         | 5         | 4         |
| Tổng           | Tốt nhất: Tứ kết         | 12                       | 2                        | 2                        | 8                        | 13                       | 22                       | 40        | 18        | 9         | 19        | 70        | 62        |

### Giải Đông Nam Á
| Năm  | Kết quả       | ST | T  | H  | B  | BT  | BB |
| ---- | ------------- | -- | -- | -- | -- | --- | -- |
| 1996 | Hạng ba       | 6  | 3  | 2  | 1  | 14  | 10 |
| 1998 | Á quân        | 5  | 3  | 1  | 1  | 8   | 2  |
| 2000 | Hạng tư       | 6  | 3  | 1  | 2  | 14  | 6  |
| 2002 | Hạng ba       | 6  | 4  | 1  | 1  | 21  | 12 |
| 2004 | Vòng bảng     | 4  | 2  | 1  | 1  | 13  | 5  |
| 2007 | Bán kết       | 5  | 1  | 3  | 1  | 10  | 3  |
| 2008 | Vô địch       | 7  | 4  | 2  | 1  | 11  | 6  |
| 2010 | Bán kết       | 5  | 2  | 1  | 2  | 8   | 5  |
| 2012 | Vòng bảng     | 3  | 0  | 1  | 2  | 2   | 5  |
| 2014 | Bán kết       | 5  | 3  | 1  | 1  | 12  | 8  |
| 2016 | Bán kết       | 5  | 3  | 1  | 1  | 8   | 6  |
| 2018 | Vô địch       | 8  | 6  | 2  | 0  | 15  | 4  |
| 2020 | Bán kết       | 6  | 3  | 2  | 1  | 9   | 2  |
| 2022 | Á quân        | 8  | 4  | 3  | 1  | 16  | 3  |
| 2024 | Vô địch       | 8  | 7  | 1  | 0  | 21  | 6  |
| Tổng | 3 lần vô địch | 87 | 48 | 23 | 16 | 182 | 83 |

### Asiad
Kể từ năm 2002, giải bóng đá nam tại Asiad chỉ dành cho đội tuyển U-23.
| Năm  | Kết quả   | ST | T | H | B | BT | BB |
| ---- | --------- | -- | - | - | - | -- | -- |
| 1998 | Vòng bảng | 2  | 0 | 0 | 2 | 0  | 6  |
| Tổng |           | 2  | 0 | 0 | 2 | 0  | 6  |

| Năm  | Vòng      | Đối đầu      | Tỉ số | Kết quả | Địa điểm               |
| ---- | --------- | ------------ | ----- | ------- | ---------------------- |
| 1998 | Vòng bảng | Turkmenistan | 0–2   | Thua    | Nakhon Sawan, Thailand |
| 1998 | Vòng bảng | Hàn Quốc     | 0–4   | Thua    | Nakhon Sawan, Thailand |

### SEA Games
Kể từ năm 2001, giải bóng đá nam tại SEA Games chỉ dành cho đội tuyển U-23.
| Năm  | Kết quả   | ST | T  | H | B | BT | BB |
| ---- | --------- | -- | -- | - | - | -- | -- |
| 1991 | Vòng bảng | 3  | 0  | 1 | 2 | 3  | 5  |
| 1993 | Vòng bảng | 3  | 1  | 0 | 2 | 1  | 3  |
| 1995 | Bạc       | 6  | 4  | 0 | 2 | 10 | 8  |
| 1997 | Đồng      | 6  | 3  | 1 | 2 | 9  | 6  |
| 1999 | Bạc       | 6  | 4  | 1 | 1 | 14 | 2  |
| Tổng |           | 24 | 12 | 3 | 9 | 37 | 24 |

## Thành tích đối đầu với các quốc gia
- Cập nhật lần cuối ngày 10 tháng 6 năm 2025.[110]

      Đối đầu tốt hơn
      Đối đầu cân bằng
      Đối đầu kém hơn
| Đội tuyển quốc gia   | St  | T   | H  | B   | Bt  | Bb  |
| -------------------- | --- | --- | -- | --- | --- | --- |
| Afghanistan          | 3   | 1   | 2  | 0   | 3   | 1   |
| Albania              | 1   | 0   | 0  | 1   | 0   | 5   |
| Úc                   | 2   | 0   | 0  | 2   | 0   | 5   |
| Bahrain              | 1   | 1   | 0  | 0   | 5   | 3   |
| Bangladesh           | 2   | 1   | 1  | 0   | 4   | 0   |
| Bosna và Hercegovina | 1   | 0   | 0  | 1   | 0   | 4   |
| Campuchia            | 11  | 11  | 0  | 0   | 48  | 7   |
| Trung Quốc           | 10  | 1   | 0  | 9   | 9   | 30  |
| Curaçao              | 1   | 0   | 1  | 0   | 1   | 1   |
| Đài Bắc Trung Hoa    | 4   | 3   | 1  | 0   | 11  | 4   |
| Estonia              | 1   | 1   | 0  | 0   | 1   | 0   |
| Guam                 | 2   | 2   | 0  | 0   | 20  | 0   |
| Hồng Kông            | 7   | 4   | 2  | 1   | 12  | 7   |
| Ấn Độ                | 4   | 2   | 1  | 1   | 7   | 5   |
| Indonesia            | 31  | 9   | 11 | 11  | 35  | 36  |
| Iran                 | 2   | 0   | 1  | 1   | 2   | 4   |
| Iraq                 | 7   | 0   | 1  | 6   | 6   | 14  |
| Jamaica              | 1   | 1   | 0  | 0   | 3   | 0   |
| Nhật Bản             | 6   | 0   | 1  | 5   | 4   | 12  |
| Jordan               | 4   | 0   | 4  | 0   | 3   | 3   |
| Kazakhstan           | 1   | 1   | 0  | 0   | 2   | 1   |
| Kyrgyzstan           | 1   | 0   | 0  | 1   | 1   | 2   |
| CHDCND Triều Tiên    | 8   | 1   | 4  | 3   | 7   | 10  |
| Hàn Quốc             | 7   | 1   | 0  | 6   | 2   | 23  |
| Kuwait               | 2   | 1   | 0  | 1   | 2   | 3   |
| Lào                  | 14  | 13  | 1  | 0   | 64  | 4   |
| Liban                | 4   | 1   | 2  | 1   | 4   | 4   |
| Ma Cao               | 2   | 2   | 0  | 0   | 13  | 1   |
| Malaysia             | 24  | 15  | 3  | 6   | 34  | 24  |
| Maldives             | 2   | 1   | 0  | 1   | 4   | 3   |
| Mozambique           | 1   | 1   | 0  | 0   | 1   | 0   |
| Mông Cổ              | 3   | 3   | 0  | 0   | 8   | 1   |
| Myanmar              | 12  | 9   | 2  | 1   | 40  | 9   |
| Nepal                | 2   | 2   | 0  | 0   | 7   | 0   |
| Oman                 | 4   | 0   | 0  | 4   | 1   | 12  |
| Palestine            | 2   | 1   | 0  | 1   | 3   | 3   |
| Philippines          | 16  | 12  | 2  | 2   | 33  | 14  |
| Qatar                | 6   | 2   | 1  | 3   | 5   | 14  |
| Nga                  | 2   | 1   | 0  | 1   | 1   | 3   |
| Ả Rập Xê Út          | 4   | 0   | 0  | 4   | 1   | 13  |
| Singapore            | 23  | 10  | 9  | 4   | 28  | 16  |
| Sri Lanka            | 3   | 1   | 2  | 0   | 5   | 4   |
| Syria                | 4   | 2   | 1  | 1   | 3   | 1   |
| Tajikistan           | 2   | 0   | 0  | 2   | 0   | 8   |
| Thái Lan             | 31  | 5   | 9  | 17  | 27  | 53  |
| Turkmenistan         | 6   | 1   | 0  | 5   | 4   | 12  |
| UAE                  | 7   | 2   | 0  | 5   | 6   | 16  |
| Uzbekistan           | 3   | 0   | 0  | 3   | 1   | 8   |
| Yemen                | 1   | 1   | 0  | 0   | 2   | 0   |
| Zimbabwe             | 1   | 0   | 0  | 1   | 0   | 6   |
| 50 quốc gia          | 299 | 126 | 62 | 111 | 483 | 409 |

## Thống kê cầu thủ
- Những cầu thủ được in đậm vẫn đang thi đấu cho đội tuyển quốc gia.

| Thứ hạng | Cầu thủ            | Số trận | Thời gian thi đấu |
| -------- | ------------------ | ------- | ----------------- |
| 1        | Lê Công Vinh       | 83      | 2004–2016         |
| 2        | Quế Ngọc Hải       | 80      | 2014–nay          |
| 3        | Phạm Thành Lương   | 78      | 2008–2016         |
| 4        | Nguyễn Quang Hải   | 76      | 2017–nay          |
| 5        | Nguyễn Trọng Hoàng | 74      | 2009–2022         |
| 6        | Nguyễn Minh Phương | 73      | 2002–2010         |
| 7        | Nguyễn Văn Toàn    | 68      | 2016–nay          |
| 7        | Đỗ Duy Mạnh        | 68      | 2015–nay          |
| 9        | Lê Tấn Tài         | 63      | 2006–2014         |
| 10       | Nguyễn Văn Quyết   | 60      | 2011–2024         |

| Thứ hạng | Cầu thủ            | Số bàn thắng | Số trận khoác áo | Hiệu suất | Bàn đầu–cuối          | Thời gian thi đấu |
| -------- | ------------------ | ------------ | ---------------- | --------- | --------------------- | ----------------- |
| 1        | Lê Công Vinh       | 51           | 83               | 0.61      | 20/8/2004–26/11/2016  | 2004–2016         |
| 2        | Lê Huỳnh Đức       | 27           | 52               | 0.52      | 4/1/1995–23/12/2002   | 1993–2004         |
| 3        | Nguyễn Tiến Linh   | 25           | 62               | 0.40      | 24/11/2018–29/12/2024 | 2018–             |
| 4        | Nguyễn Hồng Sơn    | 18           | 40               | 0.45      | 30/4/1993–17/2/2001   | 1993–2001         |
| 5        | Nguyễn Văn Quyết   | 16           | 58               | 0.27      | 29/6/2011–27/9/2022   | 2011–2024         |
| 6        | Nguyễn Quang Hải   | 14           | 76               | 0.18      | 5/9/2017–25/3/2025    | 2017-             |
| 7        | Phan Thanh Bình    | 13           | 31               | 0.42      | 27/9/2003–10/12/2008  | 2003–2009         |
| 8        | Nguyễn Anh Đức     | 12           | 36               | 0.33      | 24/6/2007–5/6/2019    | 2006–2019         |
| 8        | Nguyễn Công Phượng | 12           | 56               | 0.21      | 8/11/2016–11/09/2023  | 2015–             |
| 8        | Nguyễn Trọng Hoàng | 12           | 74               | 0.16      | 31/5/2009–23/11/2016  | 2009–2022         |

### Các đội trưởng
| Đội trưởng                   | Thời gian           |
| ---------------------------- | ------------------- |
| Đỗ Duy Mạnh                  | 2024–nay            |
| Đỗ Hùng Dũng                 | 2022–2024           |
| Quế Ngọc Hải                 | 2018–2021           |
| Nguyễn Văn Quyết             | 2017–2018           |
| Đinh Thanh Trung (tạm quyền) | 2017                |
| Lê Công Vinh                 | 2014–2016           |
| Lê Tấn Tài                   | 2013–2014           |
| Nguyễn Minh Đức              | 2012–2013           |
| Phan Văn Tài Em              | 2008, 2011          |
| Nguyễn Minh Phương           | 2004–2007 2009–2010 |
| Lê Huỳnh Đức                 | 2000–2004           |
| Trần Công Minh               | 1996–2000           |
| Nguyễn Mạnh Cường            | 1995–1996           |

## Thống kê huấn luyện viên
| Huấn luyện viên                 | Ngày bắt đầu         | Ngày kết thúc        | Hình thức    | Tr | T  | H  | B  | BT | BB | %Thắng | Thành tích nổi bật                                 |
| ------------------------------- | -------------------- | -------------------- | ------------ | -- | -- | -- | -- | -- | -- | ------ | -------------------------------------------------- |
| Kim Sang-sik                    | 6 tháng 5 năm 2024   | nay                  |              | 13 | 8  | 2  | 3  | 27 | 17 | 61,54  | Vô địch ASEAN Cup 2024                             |
| Philippe Troussier              | 1 tháng 3 năm 2023   | 26 tháng 3 năm 2024  | Bị sa thải   | 14 | 4  | 0  | 10 | 11 | 25 | 28,57  |                                                    |
| Park Hang-seo                   | 11 tháng 10 năm 2017 | 31 tháng 1 năm 2023  | Hết hợp đồng | 60 | 28 | 15 | 17 | 90 | 52 | 046,66 | Vô địch AFF Cup 2018 Tứ kết Asian Cup 2019         |
| Mai Đức Chung (tạm quyền lần 3) | 24 tháng 8 năm 2017  | 11 tháng 10 năm 2017 |              | 2  | 2  | 0  | 0  | 7  | 1  | 100,00 |                                                    |
| Nguyễn Hữu Thắng                | 3 tháng 3 năm 2016   | 24 tháng 8 năm 2017  | Từ chức      | 16 | 9  | 5  | 2  | 31 | 18 | 56,25  | Bán kết AFF Cup 2016                               |
| Miura Toshiya                   | 8 tháng 5 năm 2014   | 28 tháng 1 năm 2016  | Bị sa thải   | 17 | 9  | 3  | 5  | 36 | 28 | 52,94  | Bán kết AFF Cup 2014                               |
| Hoàng Văn Phúc                  | 16 tháng 5 năm 2013  | 4 tháng 4 năm 2014   | Từ chức      | 8  | 3  | 1  | 4  | 9  | 20 | 37,50  |                                                    |
| Nguyễn Văn Sỹ (tạm quyền)       | 1 tháng 1 năm 2013   | 16 tháng 5 năm 2013  |              | 3  | 1  | 0  | 2  | 3  | 4  | 33,33  |                                                    |
| Phan Thanh Hùng                 | 1 tháng 9 năm 2012   | 31 tháng 12 năm 2012 | Từ chức      | 10 | 3  | 4  | 3  | 10 | 7  | 30,00  |                                                    |
| Mai Đức Chung (tạm quyền lần 2) | 21 tháng 2 năm 2012  | 31 tháng 8 năm 2012  |              | 3  | 2  | 0  | 1  | 3  | 4  | 66,66  |                                                    |
| Falko Götz                      | 1 tháng 6 năm 2011   | 6 tháng 1 năm 2012   | Bị sa thải   | 5  | 3  | 0  | 2  | 15 | 6  | 60,00  |                                                    |
| Mai Đức Chung (tạm quyền)       | tháng 3 năm 2011     |                      |              | 0  | 0  | 0  | 0  | 0  | 0  | —      |                                                    |
| Henrique Calisto (2)            | tháng 6 năm 2008     | 1 tháng 3 năm 2011   | Từ chức      | 42 | 11 | 11 | 20 | 38 | 41 | 26,19  | Vô địch AFF Cup 2008                               |
| Alfred Riedl (3)                | 2005                 | tháng 10 năm 2007    | Từ chức      | 23 | 8  | 8  | 7  | 29 | 27 | 034,78 | Bán kết AFF Cup 2007 Tứ kết Asian Cup 2007         |
| Trần Văn Khánh (tạm quyền)      | 12 tháng 12 năm 2004 | 2005                 |              | 1  | 1  | 0  | 0  | 3  | 0  | 100,00 |                                                    |
| Edson Tavares                   | 22 tháng 3 năm 2004  | 12 tháng 12 năm 2004 | Từ chức      | 11 | 4  | 1  | 6  | 18 | 15 | 36,36  |                                                    |
| Nguyễn Thành Vinh (tạm quyền)   | tháng 1 năm 2004     | tháng 2 năm 2004     |              | 1  | 0  | 0  | 1  | 0  | 5  | 000,00 |                                                    |
| Alfred Riedl (2)                | tháng 1 năm 2003     | tháng 12 năm 2003    | Bị sa thải   | 7  | 3  | 0  | 4  | 8  | 12 | 42,86  |                                                    |
| Henrique Calisto                | tháng 8 năm 2002     | tháng 12 năm 2002    | Từ chức      | 10 | 5  | 3  | 2  | 27 | 18 | 50,00  | Hạng ba AFF Cup 2002                               |
| Dido                            | tháng 12 năm 2000    | 25 tháng 9 năm 2001  | Bị sa thải   | 6  | 3  | 1  | 2  | 9  | 9  | 50,00  |                                                    |
| Alfred Riedl                    | tháng 8 năm 1998     | 2000                 | Từ chức      | 31 | 16 | 6  | 9  | 54 | 21 | 51,61  | Á quân AFF Cup 1998 Huy chương bạc SEA Games 1999  |
| Colin Murphy                    | tháng 10 năm 1997    | 1998                 | Bị sa thải   | 6  | 3  | 1  | 2  | 9  | 6  | 50,00  | Huy chương đồng SEA Games 1997                     |
| Lê Đình Chính (tạm quyền)       | 1997                 | 1997                 |              | 1  | 0  | 0  | 1  | 0  | 4  | 000,00 |                                                    |
| Trần Duy Long                   | 1997                 | 1997                 | Bị sa thải   | 5  | 0  | 0  | 5  | 2  | 17 | 0,00   |                                                    |
| Karl-Heinz Weigang              | 1995                 | tháng 6 năm 1997     | Bị sa thải   | 17 | 9  | 2  | 6  | 37 | 33 | 52,94  | Huy chương bạc SEA Games 1995 Hạng ba AFF Cup 1996 |
| Edson Tavares                   | 1995                 | 1995                 | Bị sa thải   | 1  | 1  | 0  | 0  | 1  | 0  | 100,00 |                                                    |
| Trần Duy Long (tạm quyền)       | 1994                 | 1995                 |              | 1  | 1  | 0  | 0  | -  | -  | 100,00 |                                                    |
| Trần Bình Sự                    | 1993                 | 1993                 | Bị sa thải   | 11 | 2  | 0  | 9  | 5  | 21 | 18,18  |                                                    |
| Nguyễn Sỹ Hiển                  | 1993                 | 1993                 | Từ chức      | 3  | 0  | 1  | 2  | 3  | 5  | 0,00   |                                                    |
| Vũ Văn Tư                       | 1991                 | 1991                 | Từ chức      | -  | -  | -  | -  | -  | -  | -      |                                                    |

## Danh hiệu
Các danh hiệu được liệt kê dưới đây chỉ tính riêng Đội tuyển bóng đá quốc gia Việt Nam là đội tuyển không giới hạn tuổi, không bao gồm thành tích của Đội tuyển Việt Nam Cộng hòa và các đội tuyển trẻ của Việt Nam (U-22, U-23, Olympic)

### Giải chính thức

#### Khu vực (Đông Nam Á)
- Giải Đông Nam Á
  -  Vô địch (3): 2008, 2018, 2024
  -  Á quân (2): 1998, 2022
  -  Hạng ba (2): 1996, 2002
  -  Đồng hạng ba (5): 2007, 2010, 2014, 2016, 2020
  - Hạng tư (1): 2000

Kể từ năm 2007, AFF Cup không tổ chức trận tranh hạng ba. Hai đội thua ở bán kết được coi là đồng giải ba.
- SEA Games
  -  Huy chương bạc (2): 1995, 1999
  -  Huy chương đồng (1): 1997

Từ năm 2001, môn bóng đá nam bị giới hạn dưới 23 tuổi.

### Giải giao hữu
- AYA Bank Cup 2016
  -  Vô địch (1): 2016
- VFF Cup
  -  Vô địch (1): 2022
  -  Á quân (3): 2004, 2006, 2009
  -  Hạng ba (1): 2012
- King's Cup
  -  Á quân (2): 2006, 2019
- LG Cup
  -  Á quân (1): 2002[122]